# Bancas Pintadas
El proyecto Bancas Pintadas nació en 2010 en la comuna de Las Condes en el marco de los festejos del Bicentenario de la Independencia de Chile. La iniciativa tuvo éxito y se extendió a las comunas de Santiago y de Vitacura, pero donde más se han instalado es en Las Condes, donde el proyecto ha tenido varias etapas. Ñuñoa tomó también la idea, pero la plasmó no en las típicas bancas de madera, sino en unas de concreto y de diseño contemporáneo. Ha habido otras iniciativas de intervenención artística de escaños, tanto en Chile (Concepción, Puerto Montt, Papudo) como en otros países —Uruguay o México (Guadalajara), por ejemplo—, pero ninguna ha tenido la envergadura del proyecto santiaguino, que se ha caracterizado, además, por su profesionalismo —ha sido impulsado por una galería de arte, La Sala, que ha invitado a artistas tanto conocidos como emergentes—, ha contado con el apoyo de las autoridades locales —todos los lanzamientos han sido dirigidos por los alcaldes de las comunas respectivas—, ha involucrado en su financiamiento a la empresa privada y ha tenido un componente de beneficencia.

## Historia y evolución del proyecto
Para lista de participantes, véase Anexo:Participantes en el proyecto ''Bancas Pintadas''
La primera etapa del proyecto convocó a 40 artistas para que intervinieran escaños públicos de Las Condes en una iniciativa que buscaba acercar el arte al hombre de la calle y promover el colorido en la ciudad, creando una especie de museo al aire libre. 
La inversión fue de 32 millones de pesos y el proyecto contó con la participación de cuatro empresas que apoyaron a 10 artistas cada una: CCU, Rabobank, ING y Natura. La iniciativa, acogida a la Ley de Donaciones Culturales, contó con la coordinación de la galería La Sala y la Corporación Cultural de Las Condes y fue lanzada el 20 de noviembre de 2010 por el entonces alcalde Francisco de la Maza.
Los escaños intervenidos —que fueron instalados en la avenida Apoquindo a ambas aceras cerca del Centro Cívico (metro El Golf) y en la calle adyacente Alcalde— son los típicos de plaza: construidos en madera y fierro, tienen 137 centímetros de largo, 43 de ancho y 93 de altura. Un porcentaje de lo generado por el proyecto se destinó a la Fundación María Jesús Vergara Arthur, que ayuda a los niños enfermos de cáncer.
Al año siguiente la comuna de Santiago se unió al proyecto con 30 escaños presentados el 17 de diciembre de 2011 en el Parque Forestal pintados por otros tantos artistas. Alambres, collares de perlas, tarugos, letras, juguetes de plástico, y metales, fueron algunos de los materiales que usaron los artistas chilenos que participaron en la iniciativa de La Sala junto con la Municipalidad de Santiago, y también esta vez a beneficio de la citada Fundación; en su financiación colaboraron las empresas La Crianza, GTD, Inmobiliaria Actual. Las bancas fueron instaladas después en calles del centro, como Tenderini, y jardines del municipio. Ninguno de los artistas que participaron en la primera versión del proyecto lo hicieron en esta; entre las interpretaciones realizadas por los pintores, algunas llamaron especialmente la atención, como la de Víctor Pellegrini, quien cubrió un escaño con fotos de huevos, agregando un puñal y una pistola, acompañado del mensaje: "Para sentarse acá hay que tener huevos o ser muy h..."; como explicó el pintor, la idea fue mezclar humor con un trasfondo más profundo, "porque me encanta el arte relajado y suelto".
El 28 de abril de 2012 se inauguraron otras 80 bancas en Las Condes, en la avenida Isidora Goyenechea y la Plaza Perú; para esta nueva etapa fueron invitados 78 artistas y dos escaños fueron pintados por 15 niños: un grupo perteneciente al Departamento de Discapacidad y otro de pequeños vecinos de la comuna. Una de las características de esta etapa fue que no solo participaron pintores, sino también artistas de otras áreas —como las diseñadoras Carola Ariztía y Francisca Avilés, el grafitero Angelcreaidea (César Astudillo), el arquitecto y escultor Iván Daiber, o la fotógrafa Maya Estrada—, fórmula que se adoptó también para las versiones siguientes. El mismo año los niños del taller de pintura de la Teletón intervinieron 20 escaños que fueron presentados a principios de diciembre en el Parque Juan Pablo II.

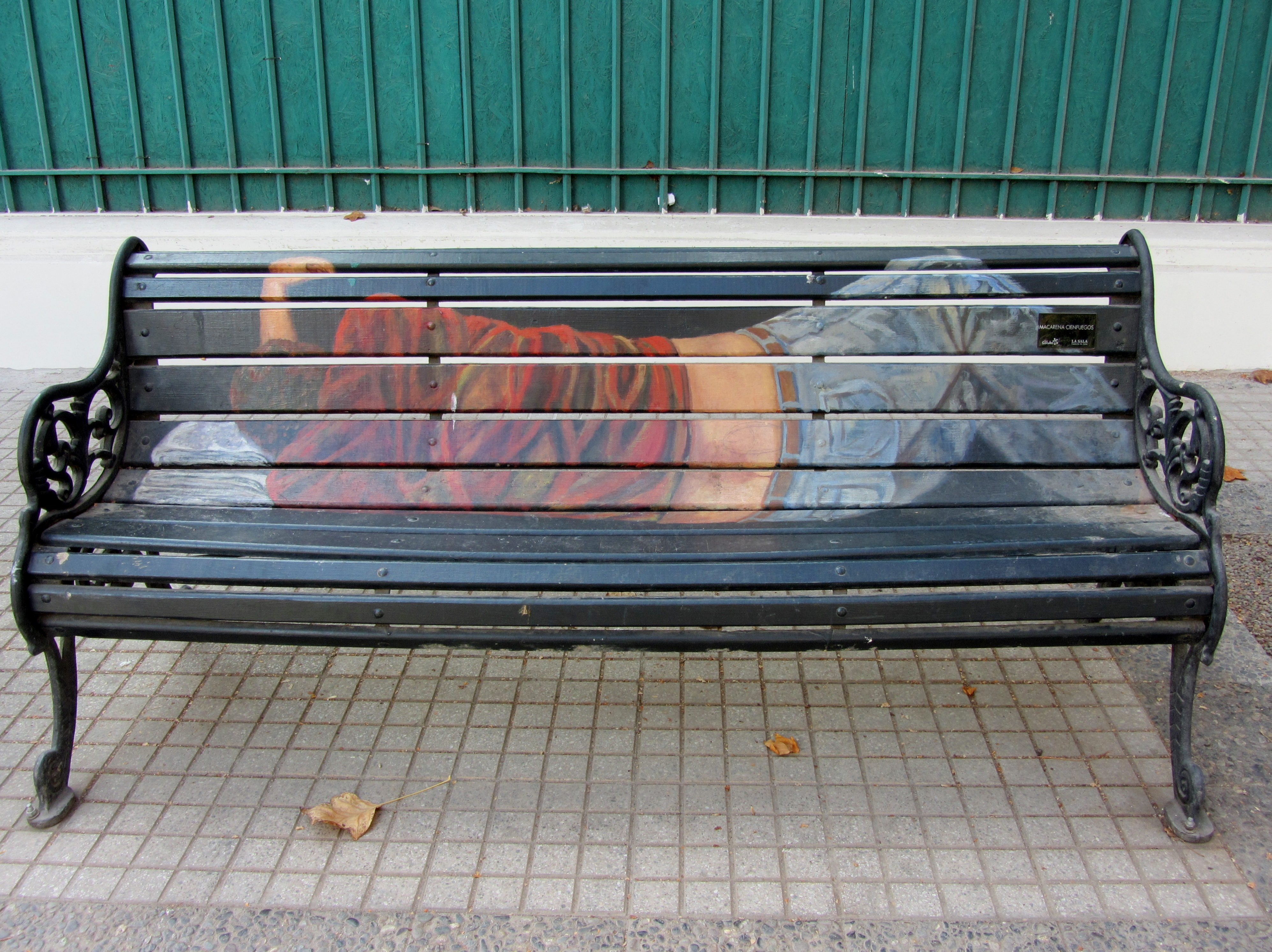
Macarena Cienfuegos

La Municipalidad de Vitacura se adhirió a esta iniciativa de intervención artística urbana en 2013, colocando 40 bancas pintadas por 42 artistas. Los escaños fueron presentados en la Plaza del Centro Cívico y expuestos en el Parque Bicentenario antes de ser instalados en la calle Alonso de Córdova, en el tramo que se extiende entre las avenidas Vitacura y Bicentenario. 
Como explicó la gestora de La Sala, Phillipa Pain, el proyecto “Lo habíamos hecho en Las Condes y Santiago y luego le planteamos la idea a Vitacura. Fueron ellos los que nos propusieron desarrollarla en Alonso de Córdova, que es un lugar turístico y muy transitado. Este mobiliario urbano mostrará las nuevas tendencias del arte y la calle se transformará en una verdadera galería al aire libre”. A diferencia de las versiones anteriores, donde las bancas podían ser intervenidas en toda su superficie, esta vez se pidió a los artistas que dejaran una parte en la que se viera la madera natural.
El mismo año, el 9 de noviembre, fueron inaugurados los escaños de 20 artistas en el Paseo Gastronómico de la Plaza Ñuñoa, en un proyecto algo diferente a los anteriores. Esta vez no fueron las típicas bancas de plaza las intervenidas, sino escaños de concreto con diseño contemporáneo, algunos de los cuales fueron convertidos en verdades esculturas, como Volver al origen, de María de los Ángeles Correa. Como en ocasiones anteriores, la iniciativa de La Sala —en la que participaron veteranos del proyecto como Totoy Zamudio y también artistas emergentes— contó con el apoyo de la Municipalidad y de la empresa privada, en este caso, de Inmobiliaria Actual.
Un tercer grupo de bancas pintadas en Las Condes, que contó con el apoyo de SURA y cine Hoyts, se inauguró el 11 de diciembre de 2014. Para esta iniciativa  la galería La Sala convocó a 54 artistas; los escaños fueron instalados en las avenidas Apoquindo (esta vez a la altura del 4800, metro Escuela Militar) e Isidora Goyenechea.

## Galería

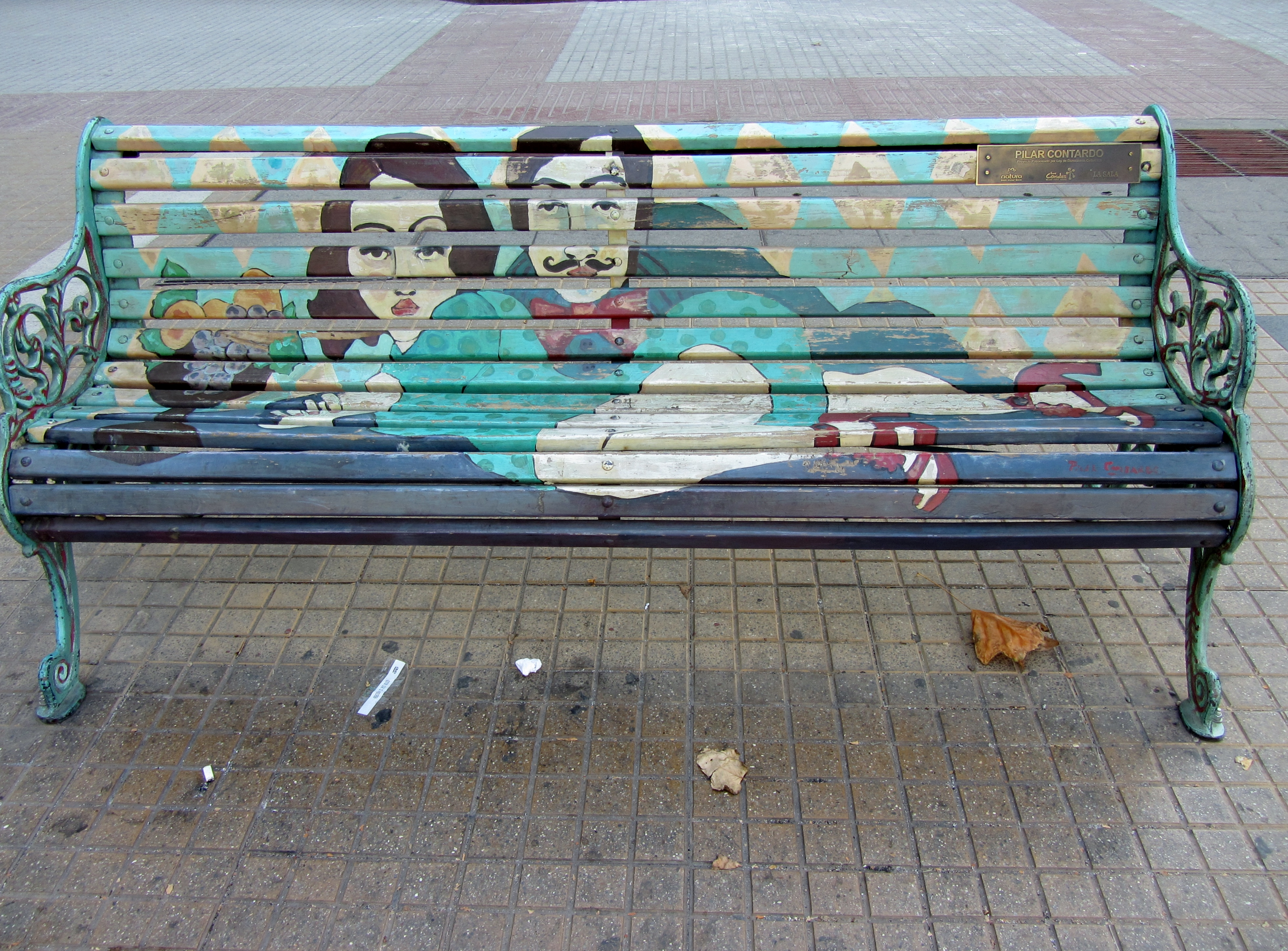
Pilar Contardo
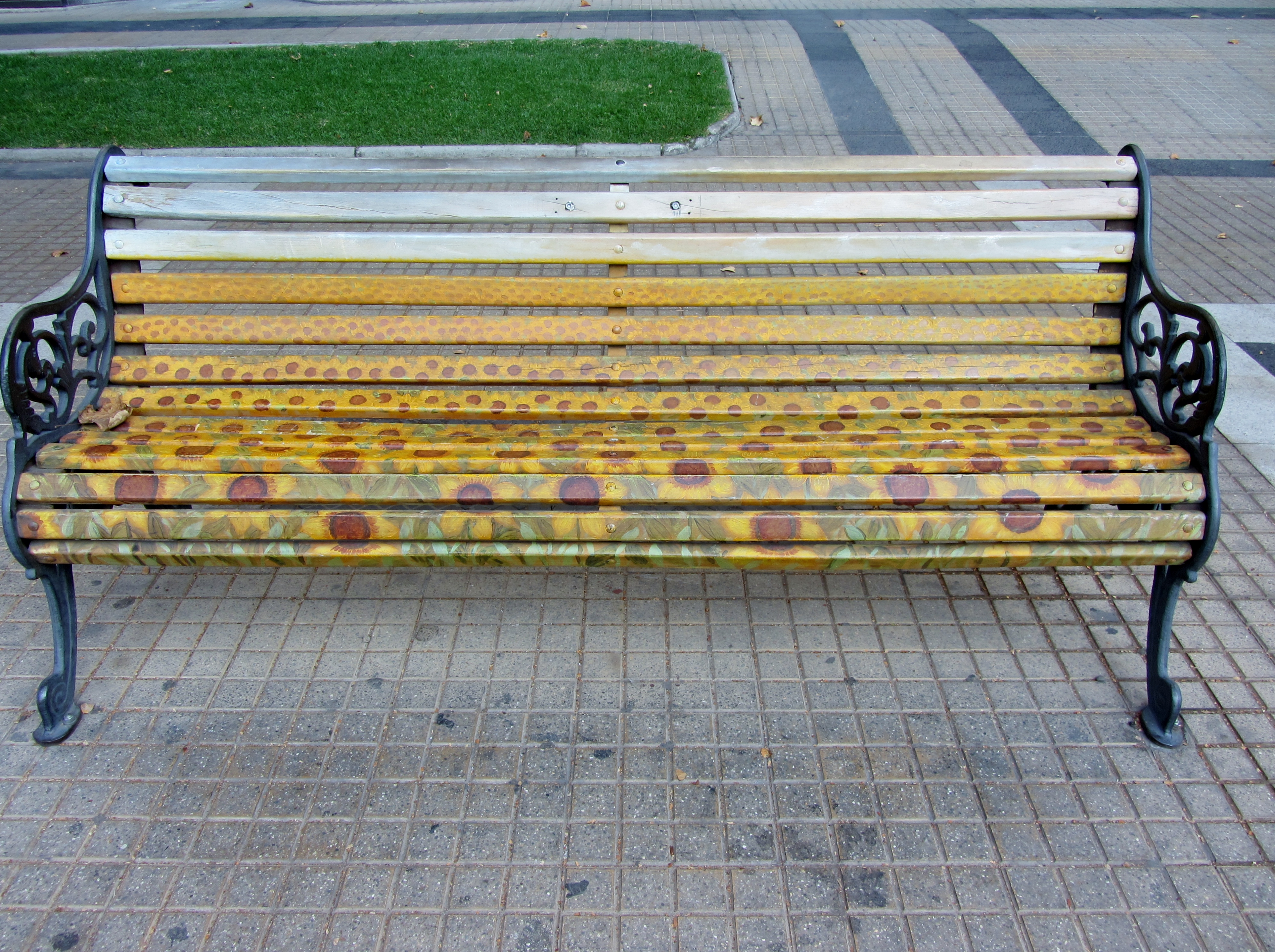
Loreto Enríquez
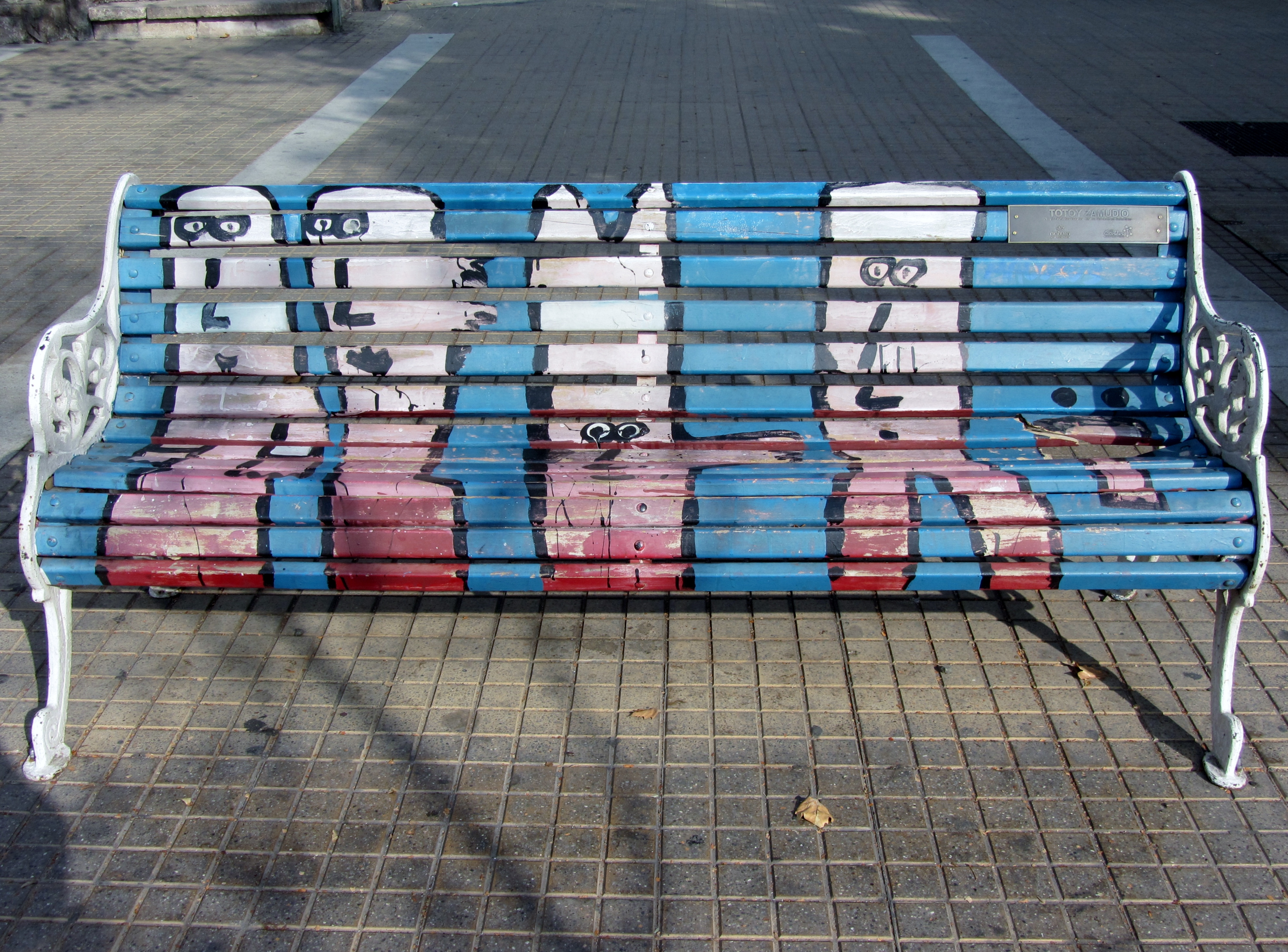
Totoy Zamudio

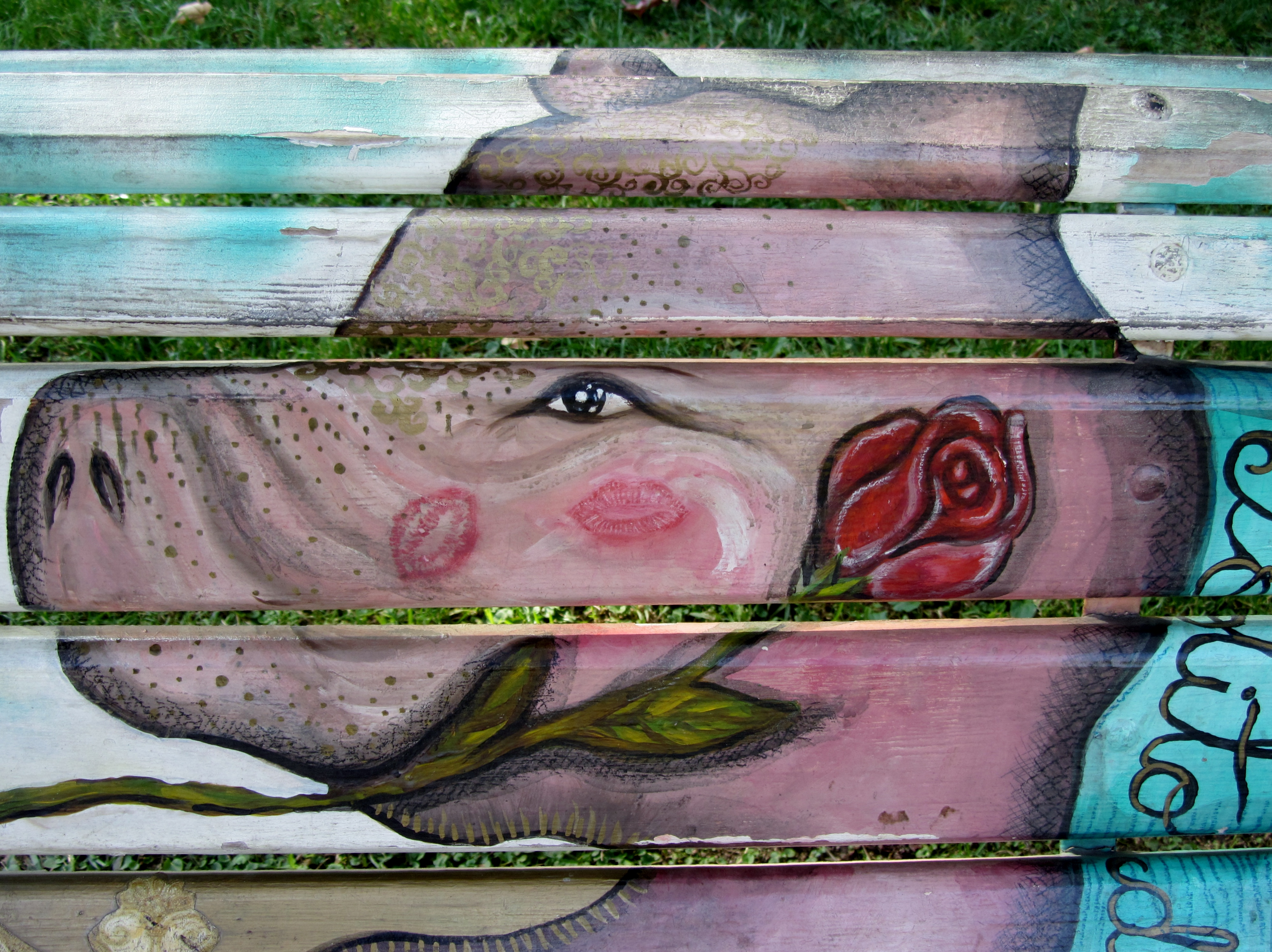
Fernanda Saldivia
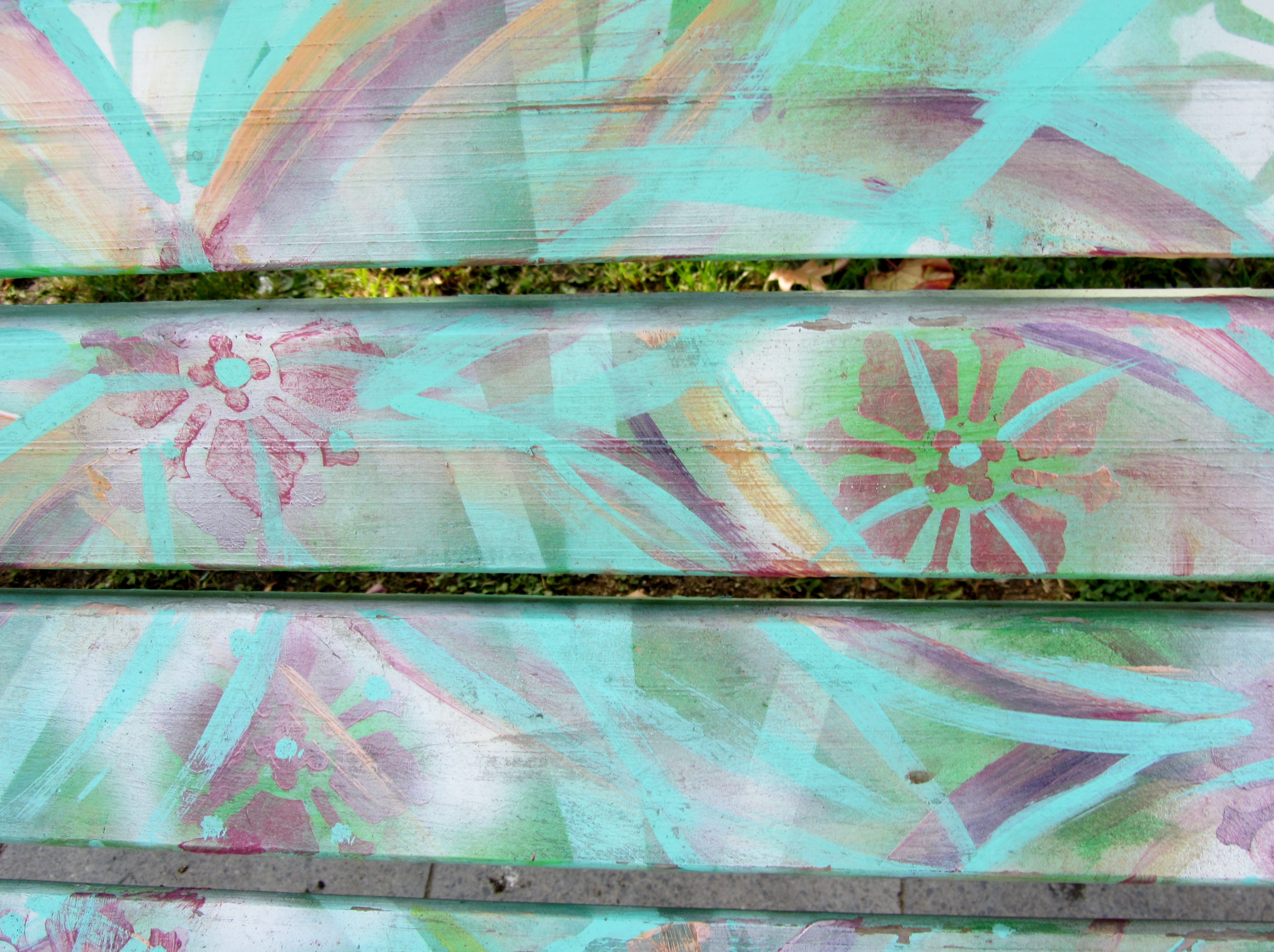
Laura Quezada
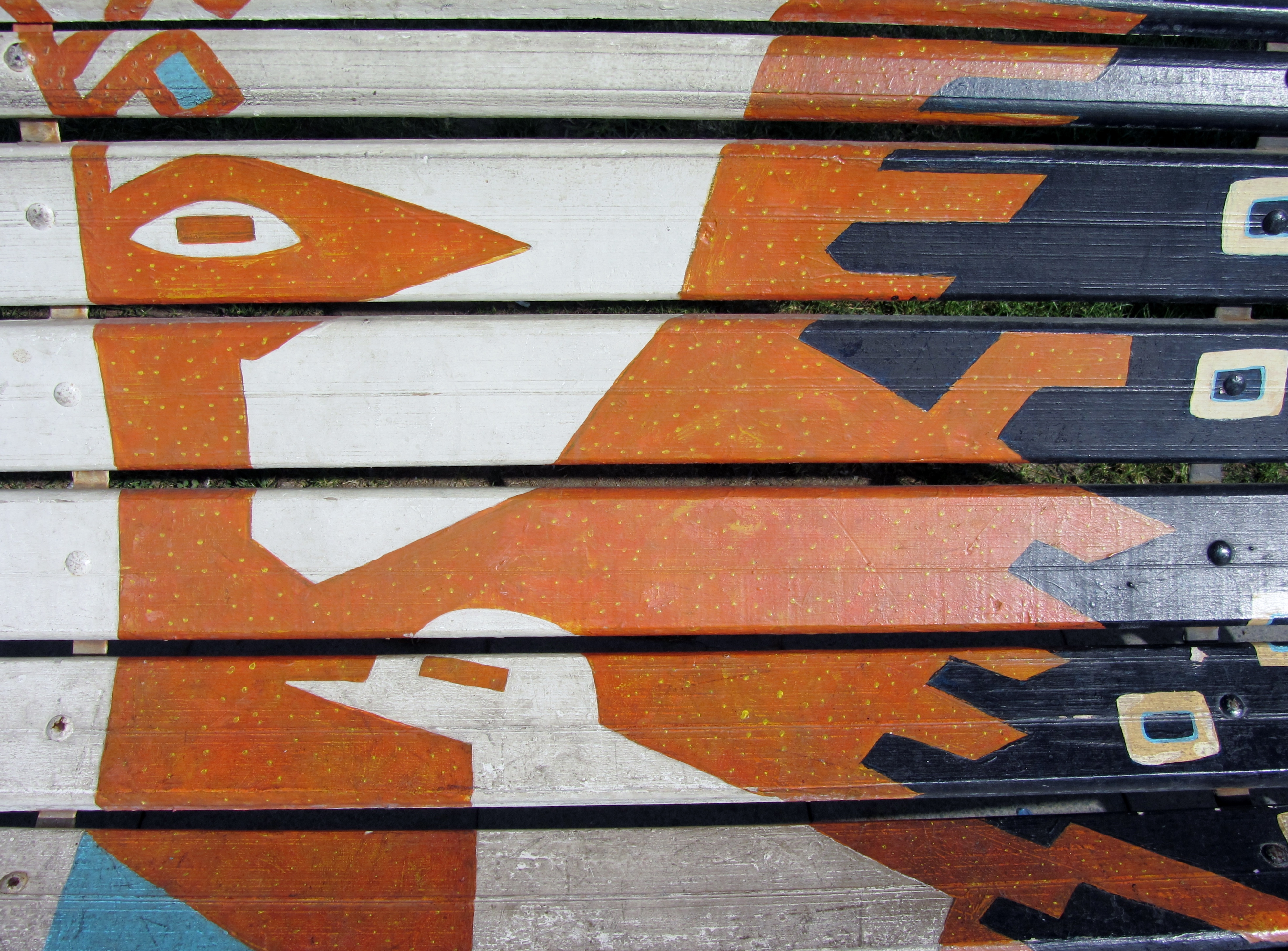
Claudia Silva C
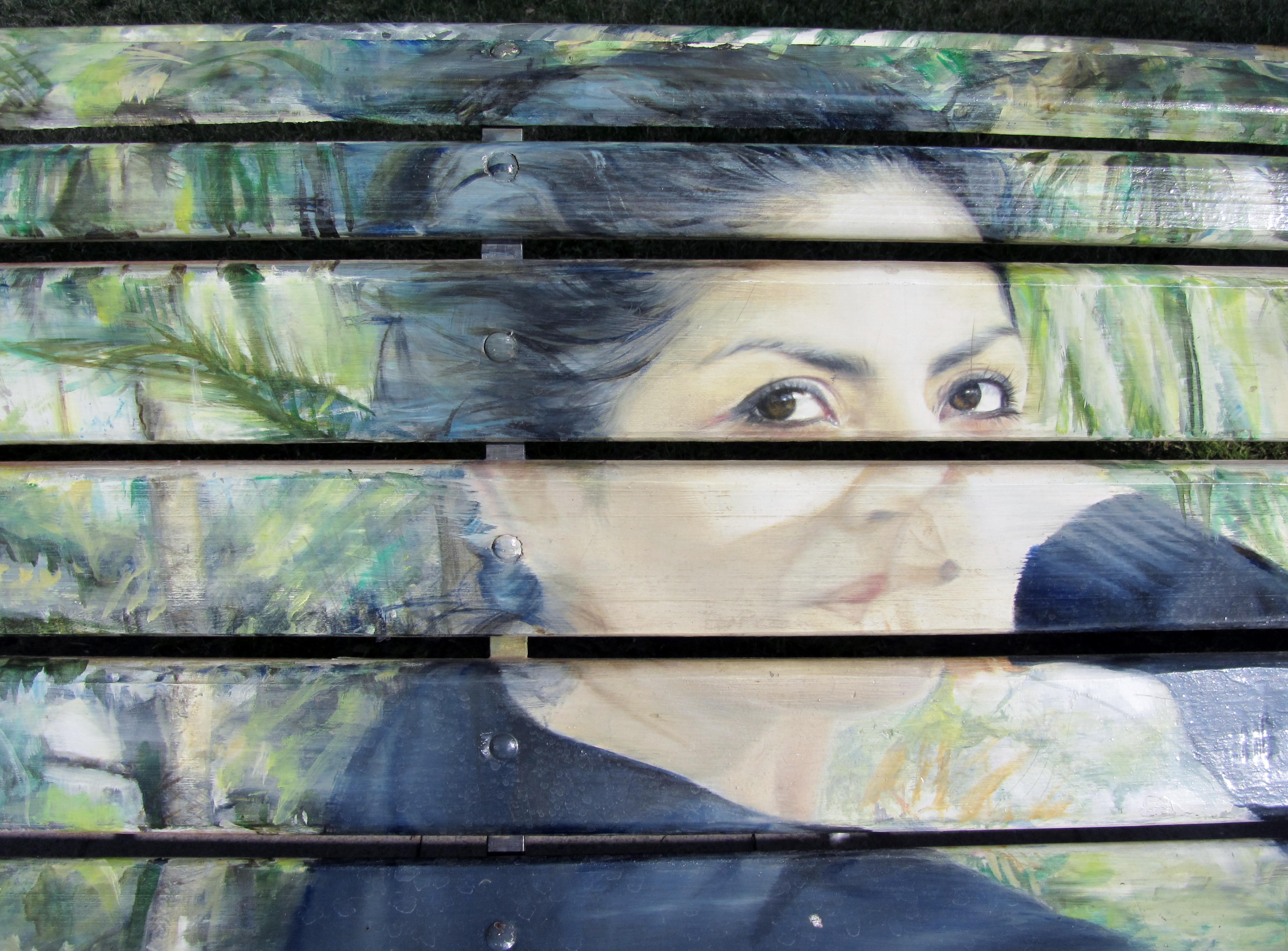
María Paz Araya
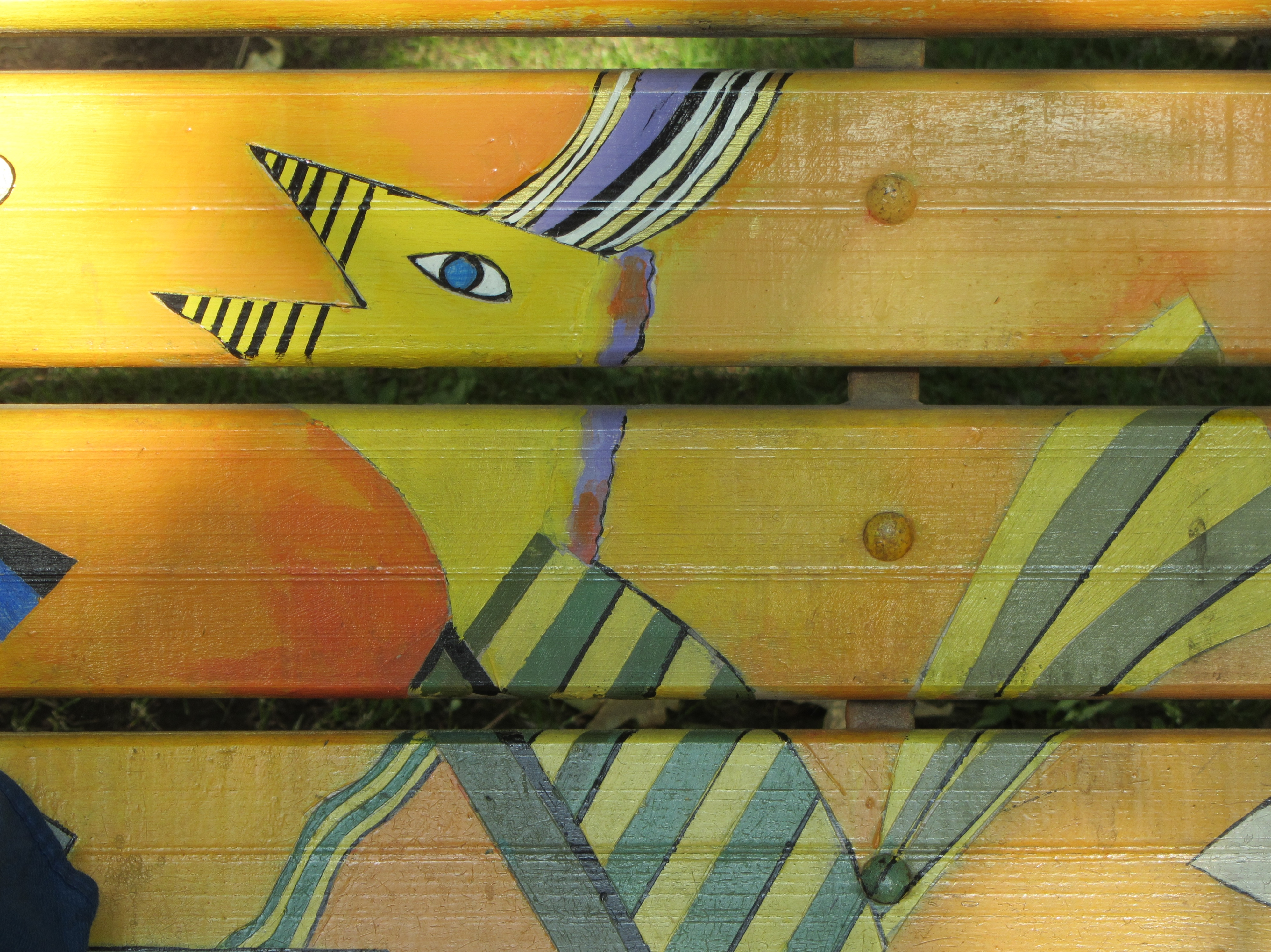
Ruperto Cádiz
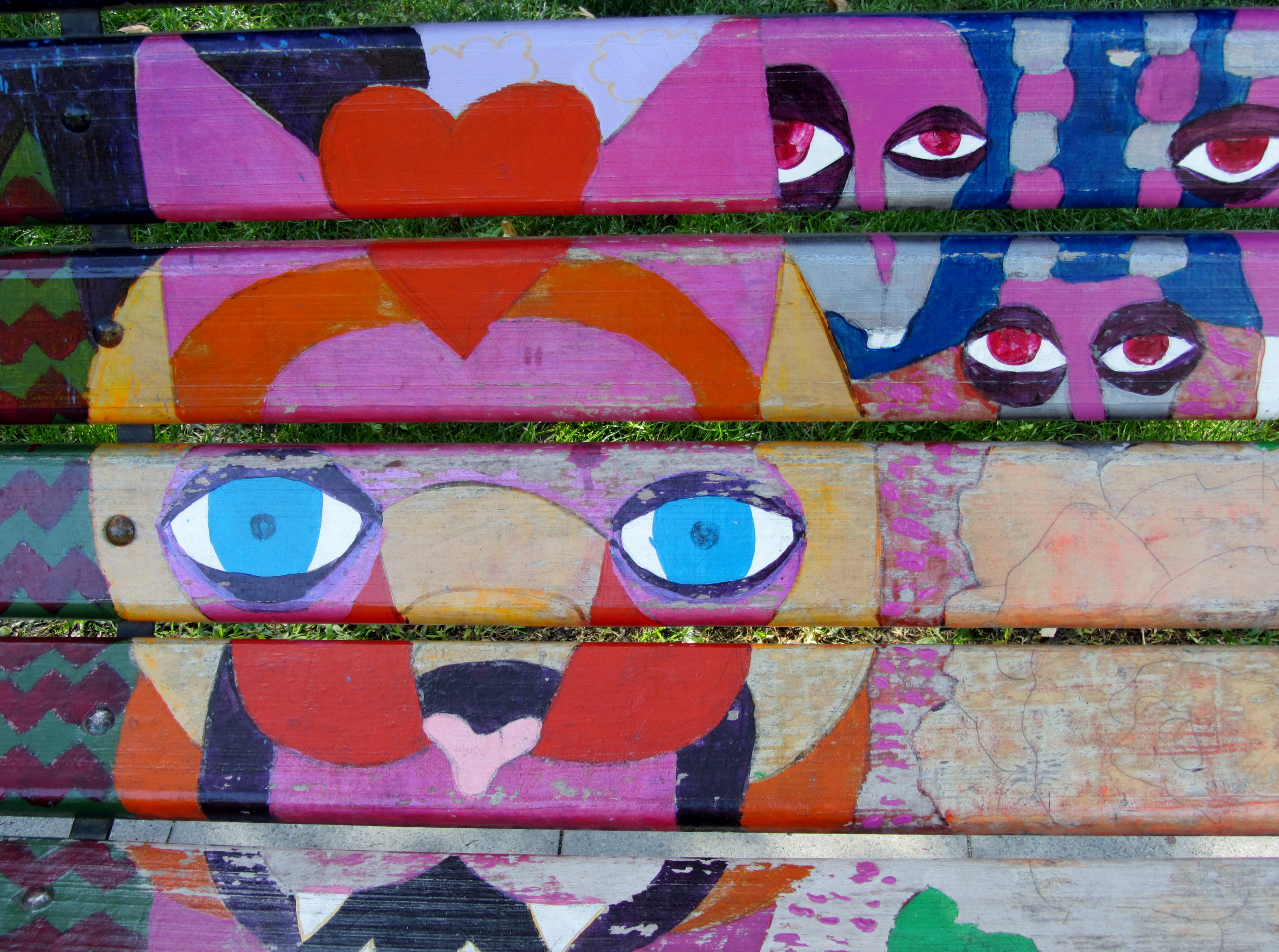
Carmen Fernández

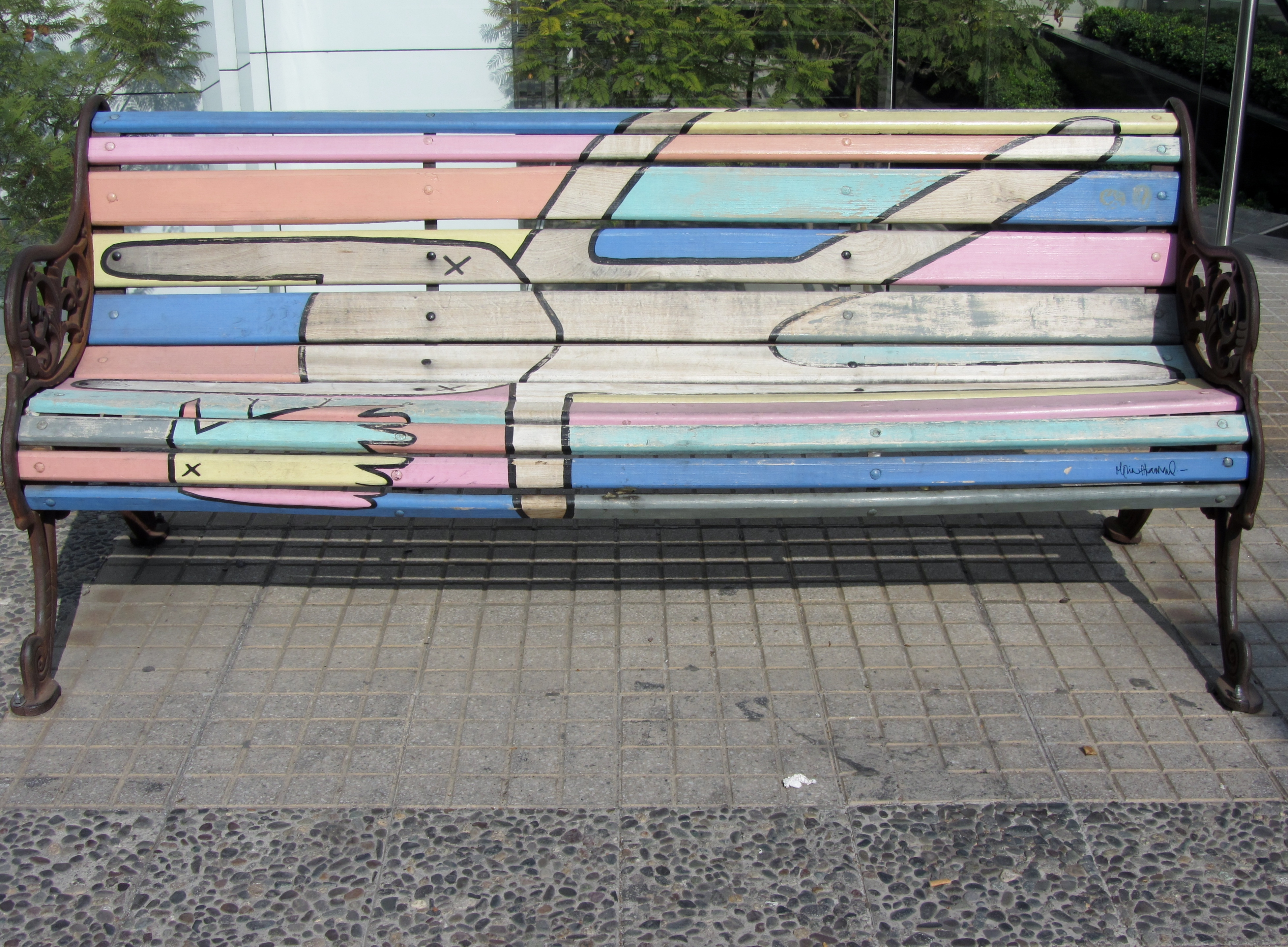
Olivia Allamand
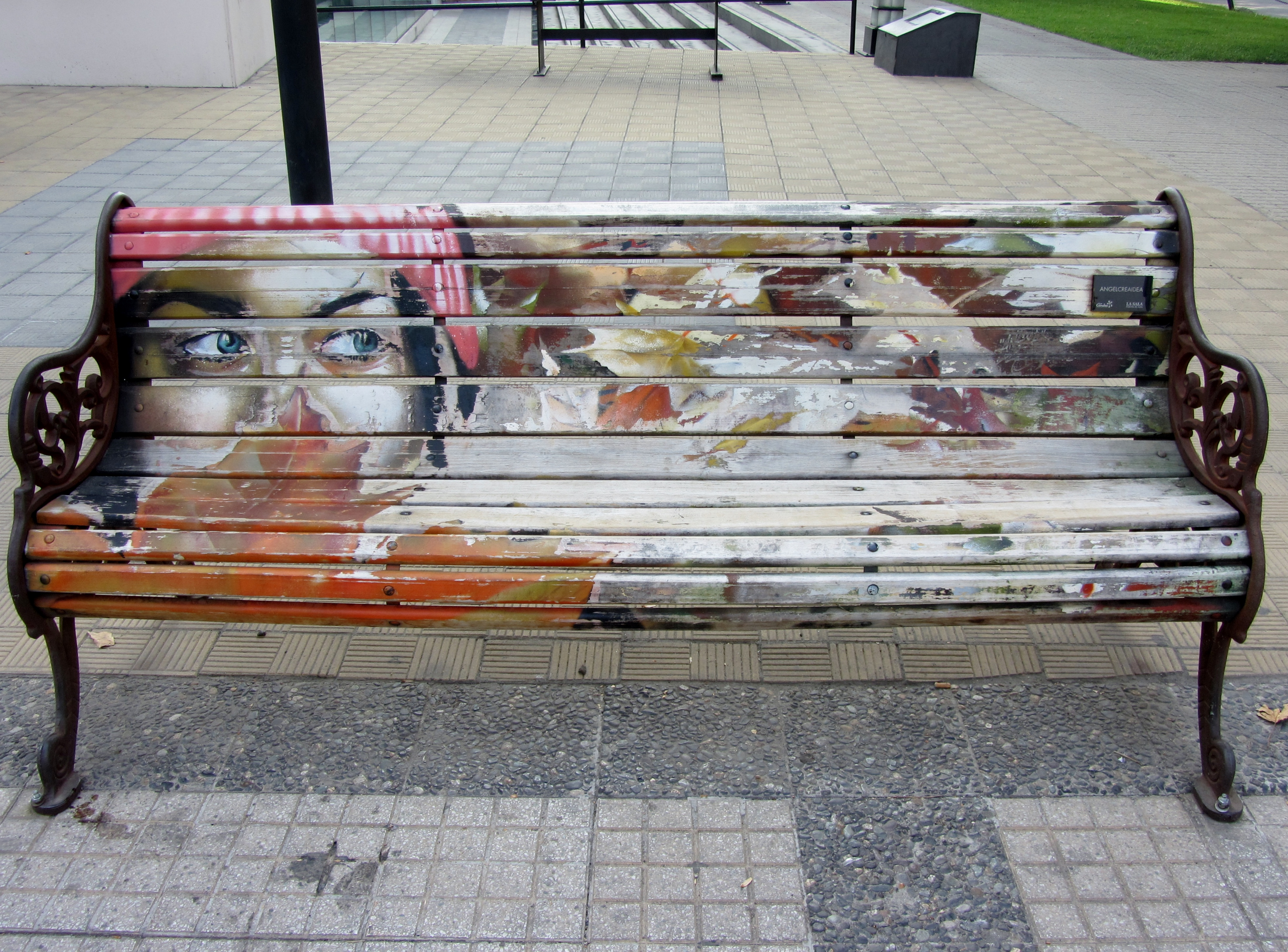
Angelcreidea
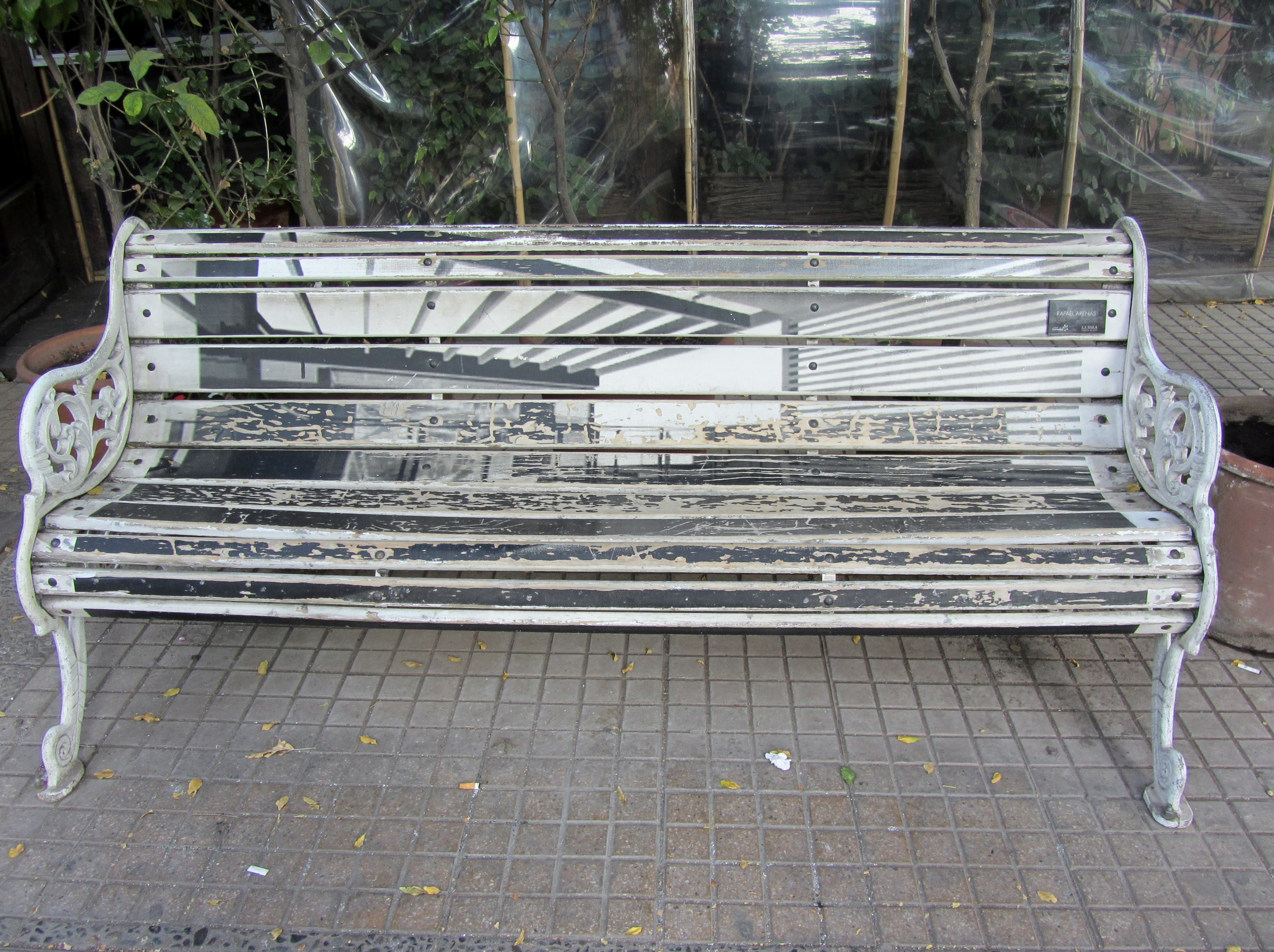
Rafael Arenas
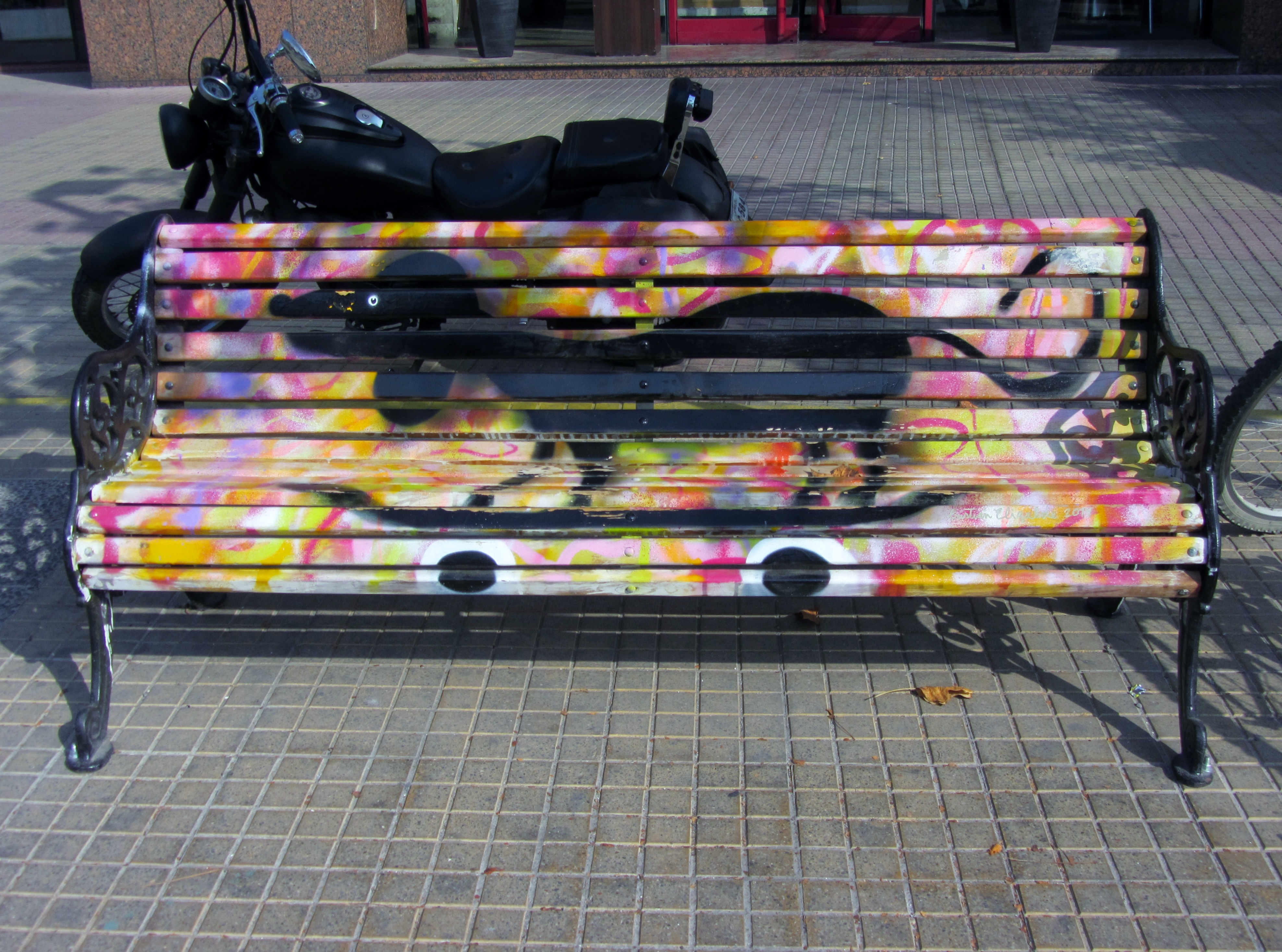
Cristián Elizalde
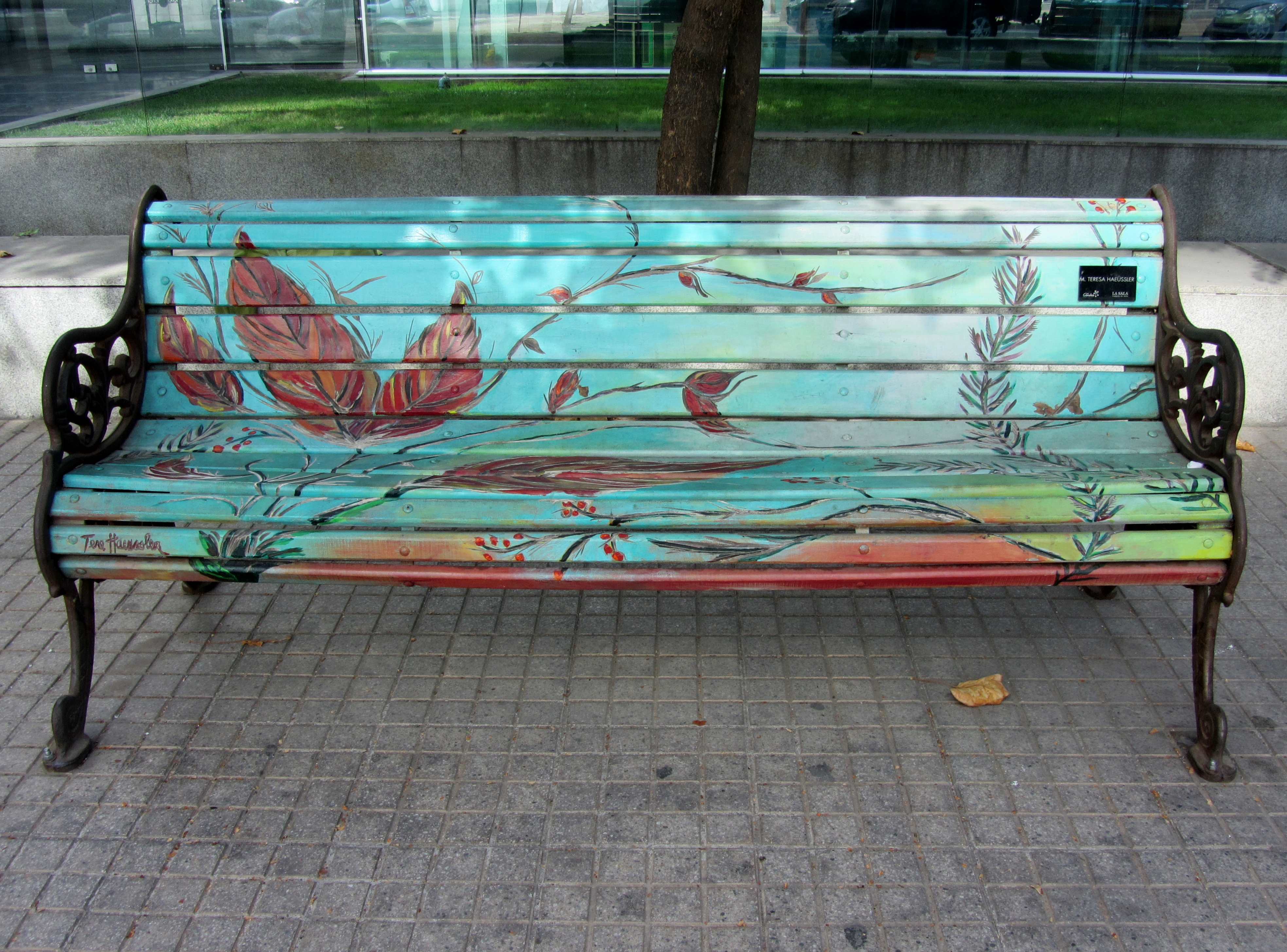
Maria Teresa Haeussler
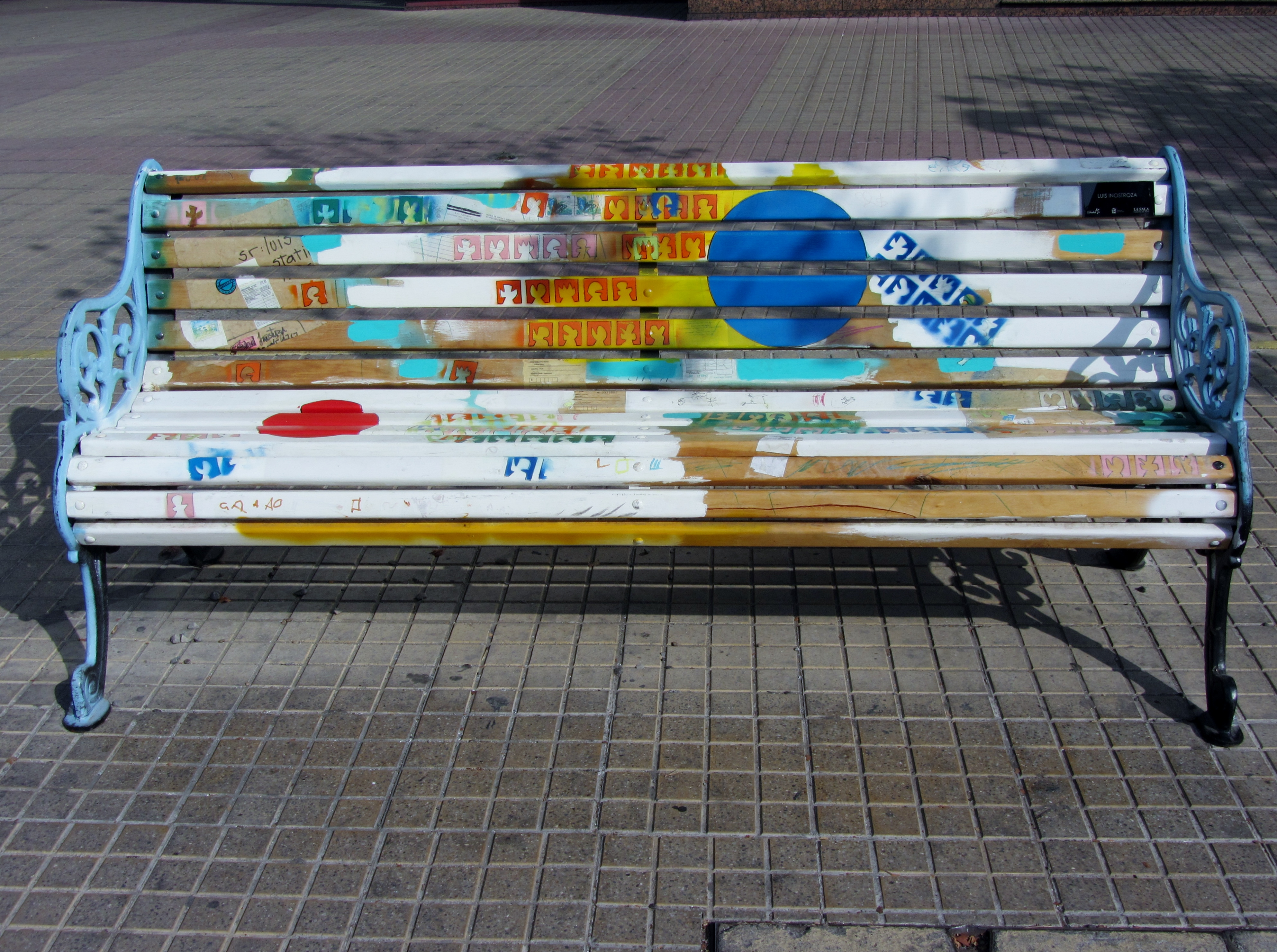
Luis Inostroza
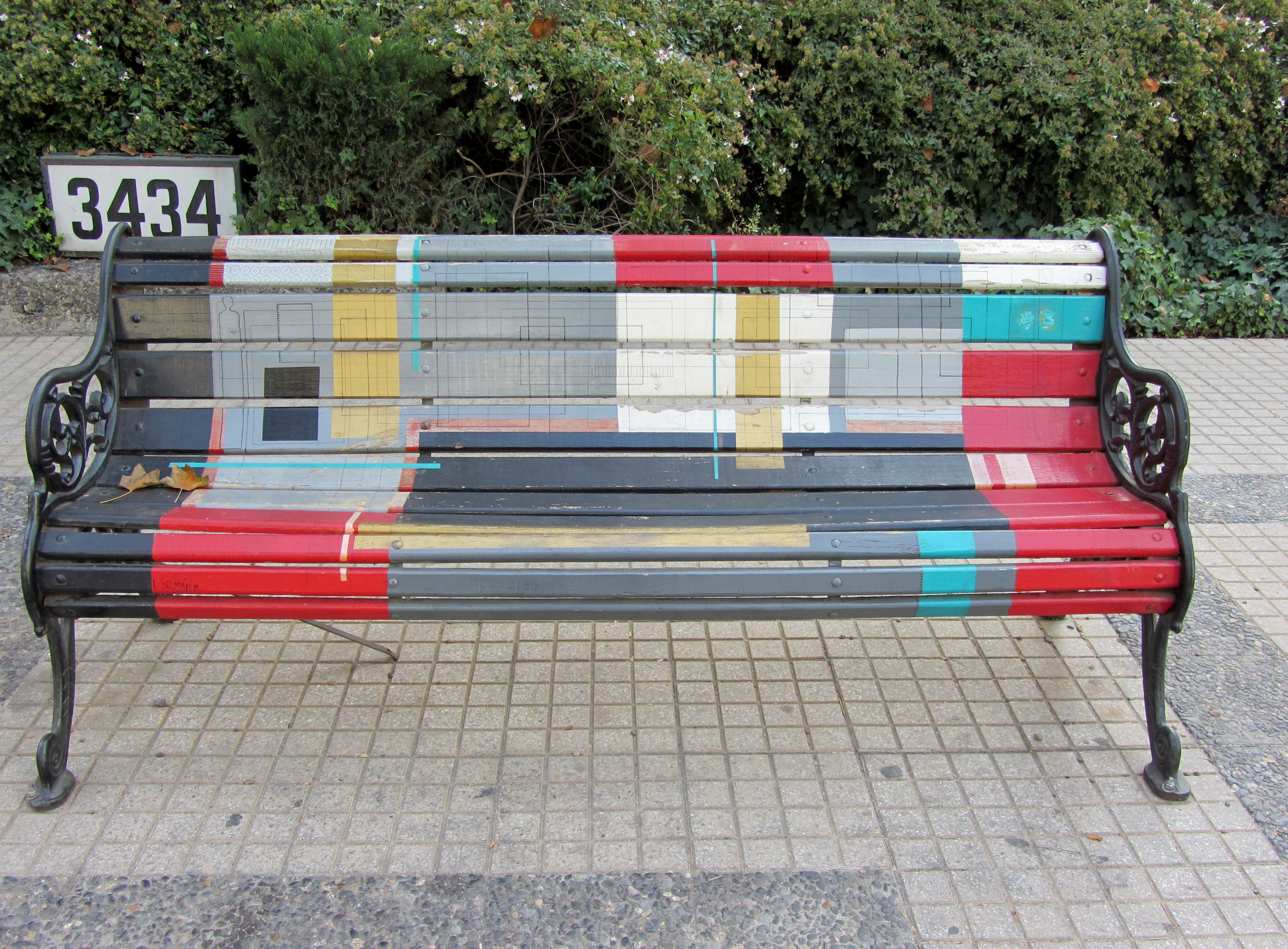
Isabel Guzmán
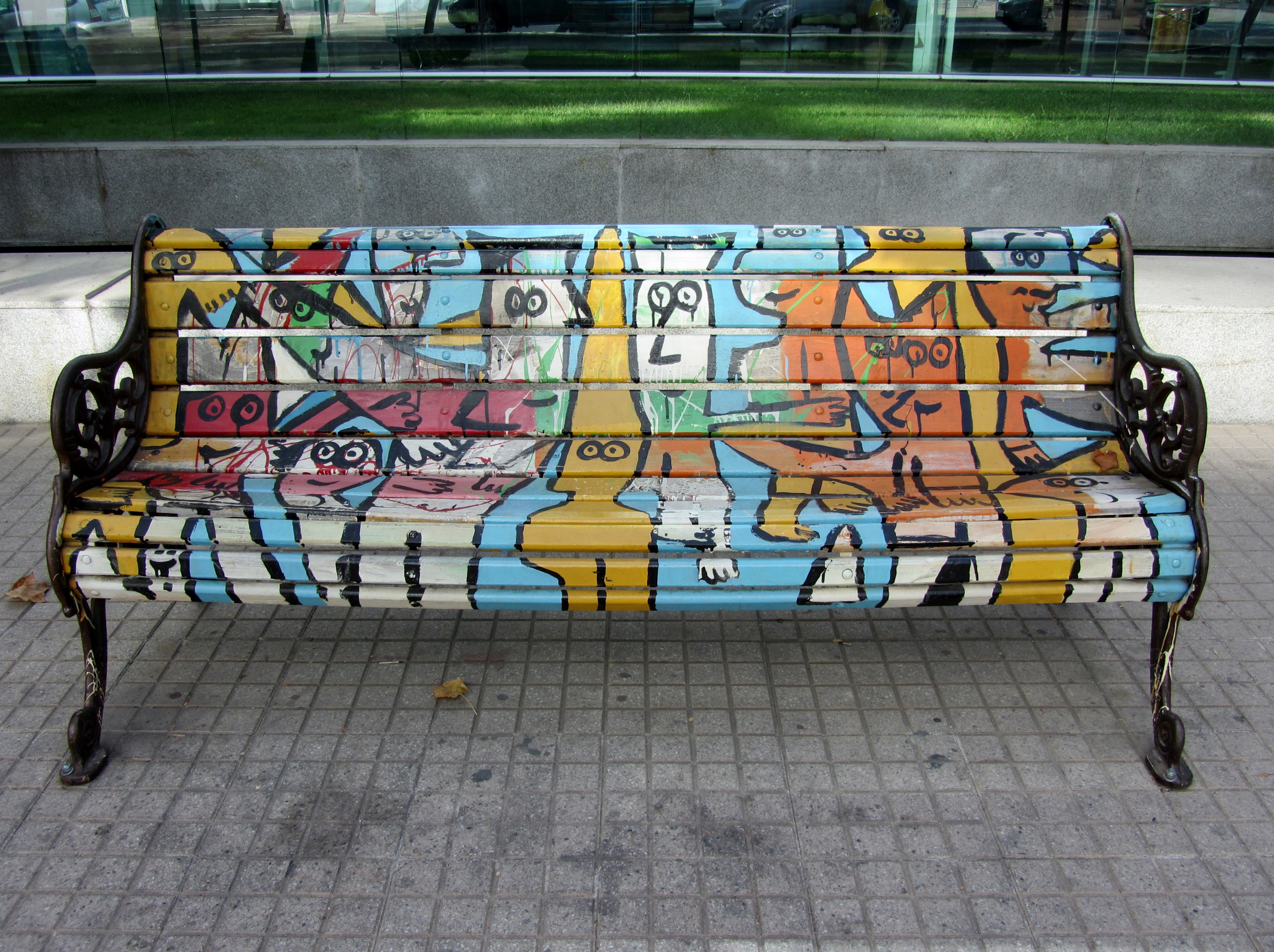
Totoy Zamudio
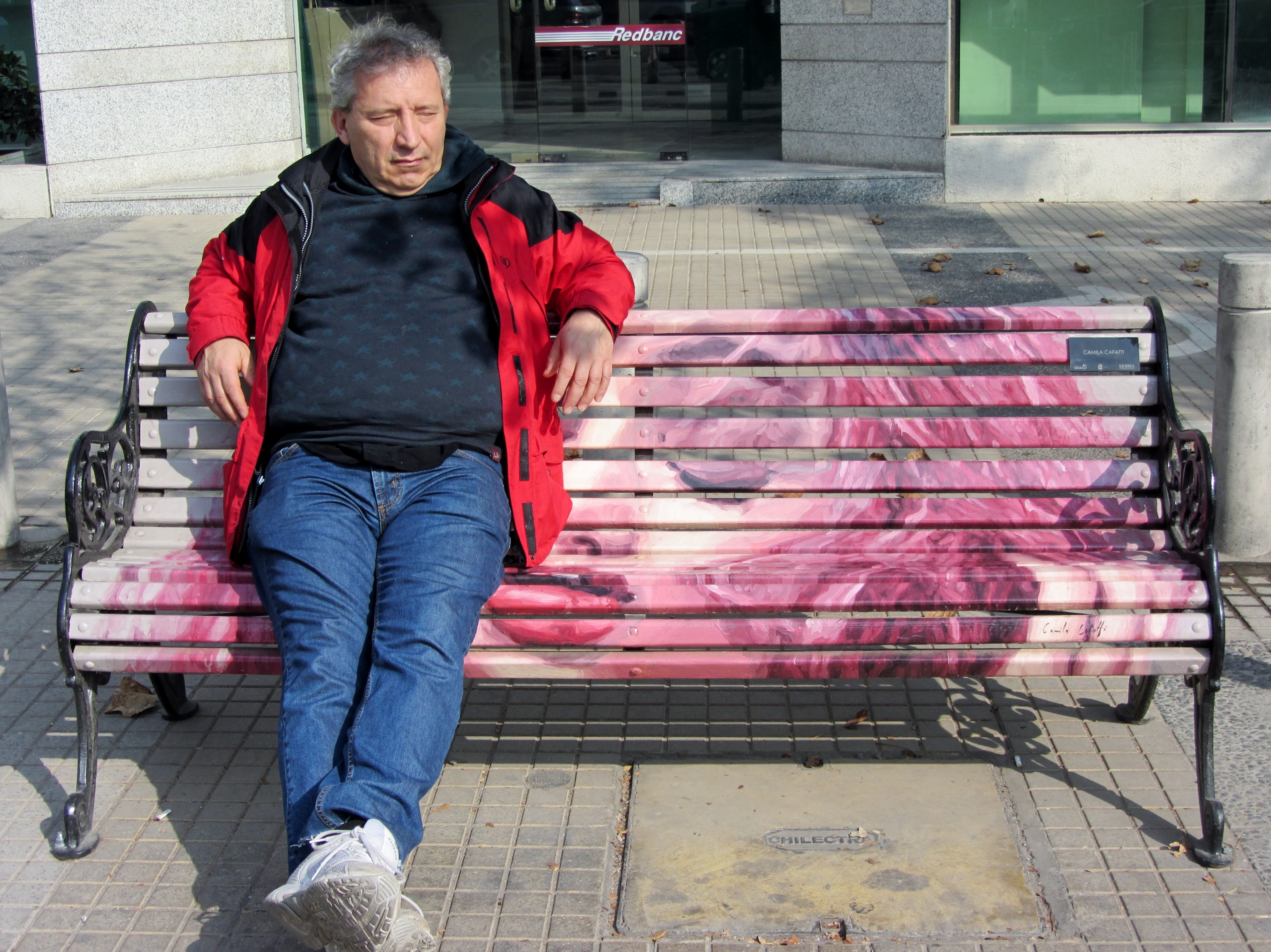
Camila Cafatti
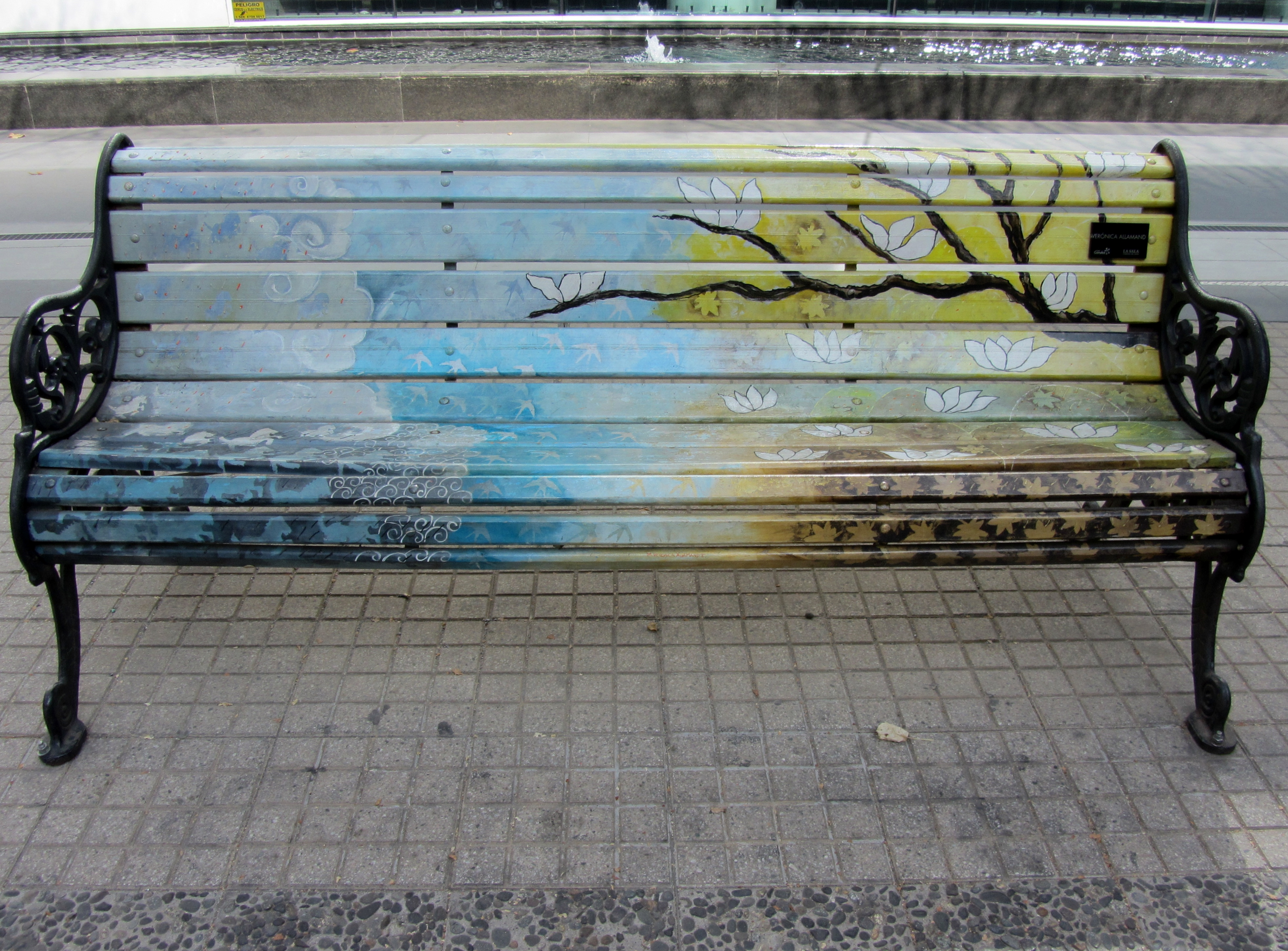
Verónica Allamand
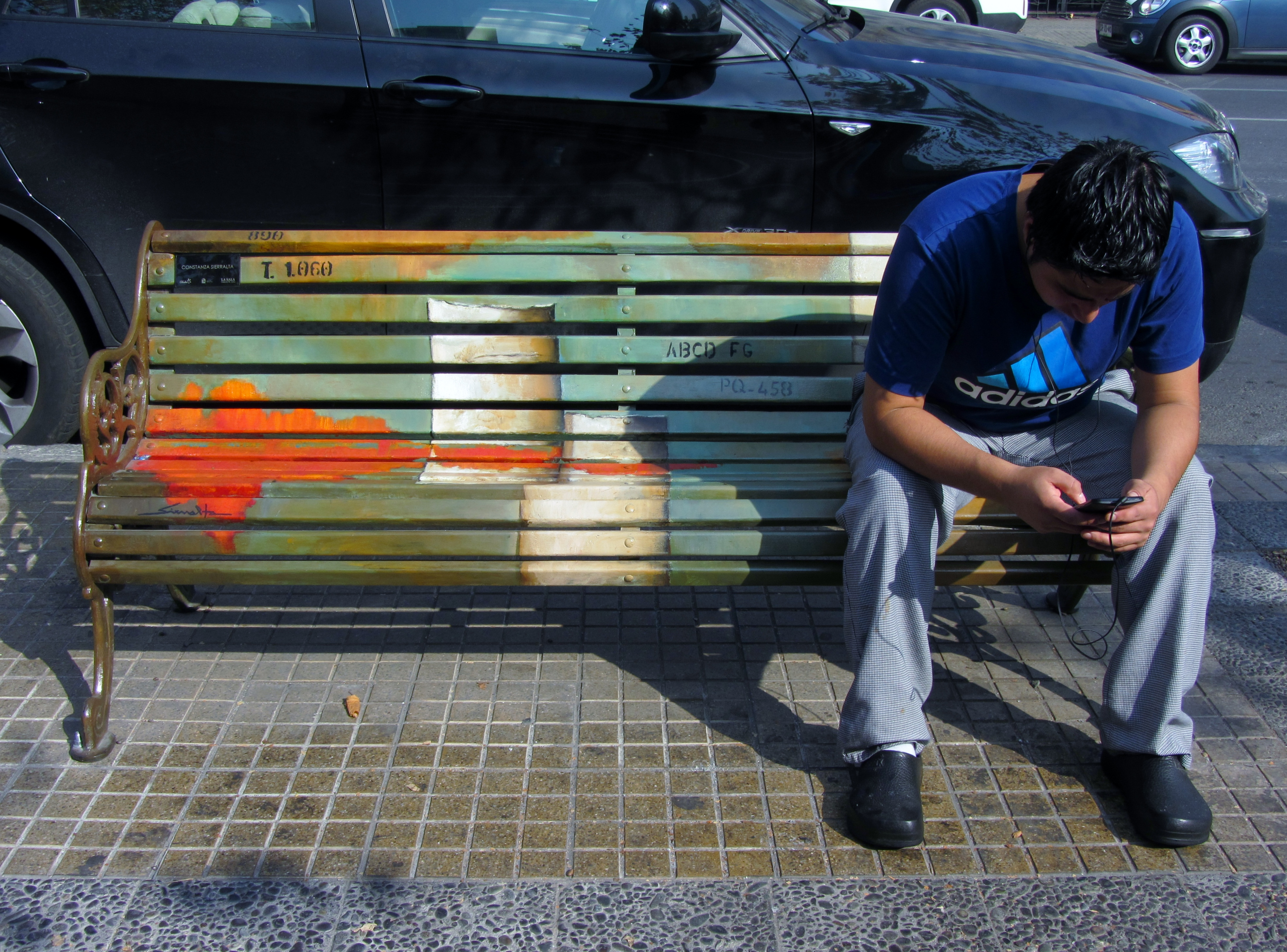
Constanza Sierralta
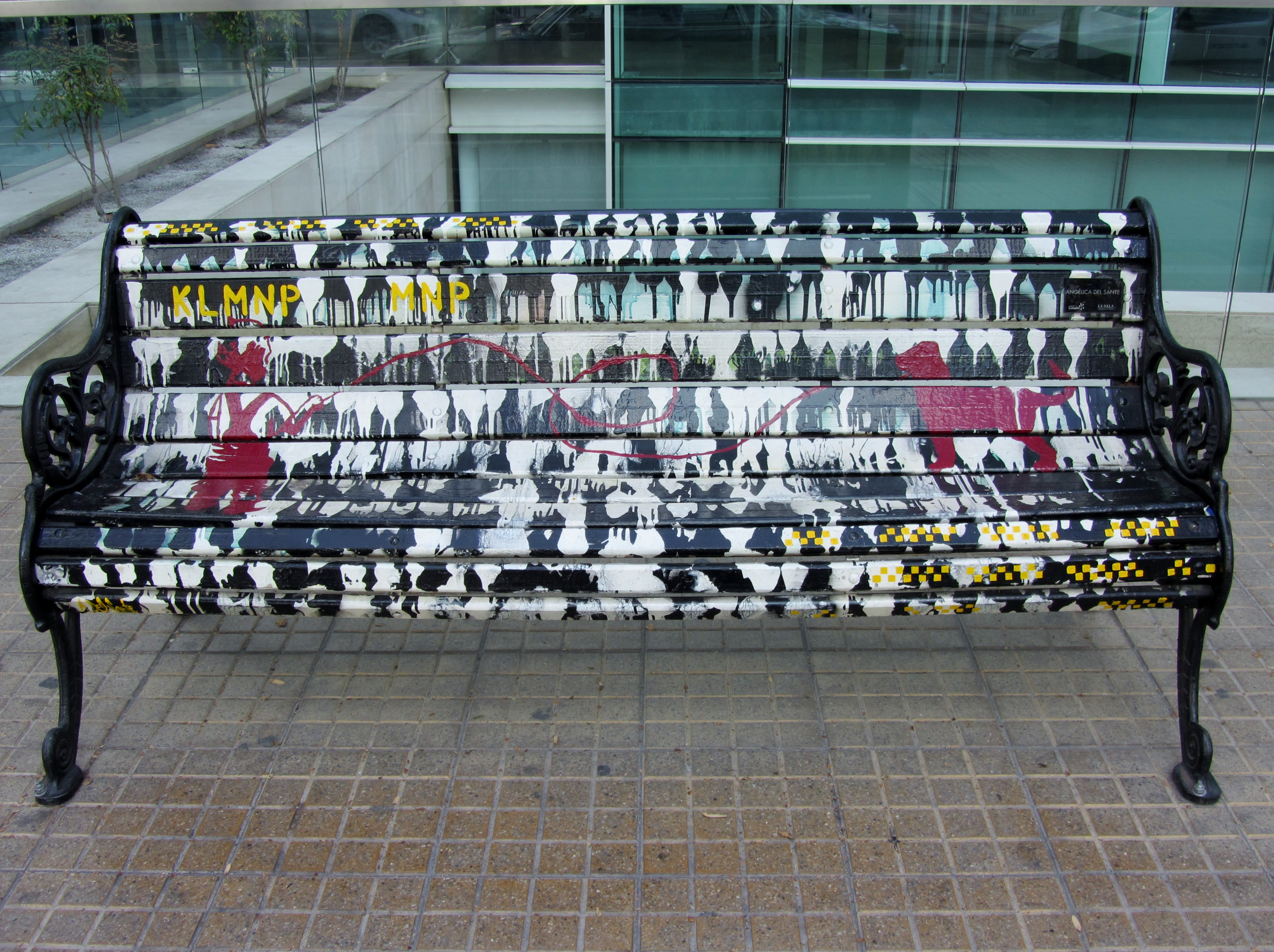
Angélica del Sante
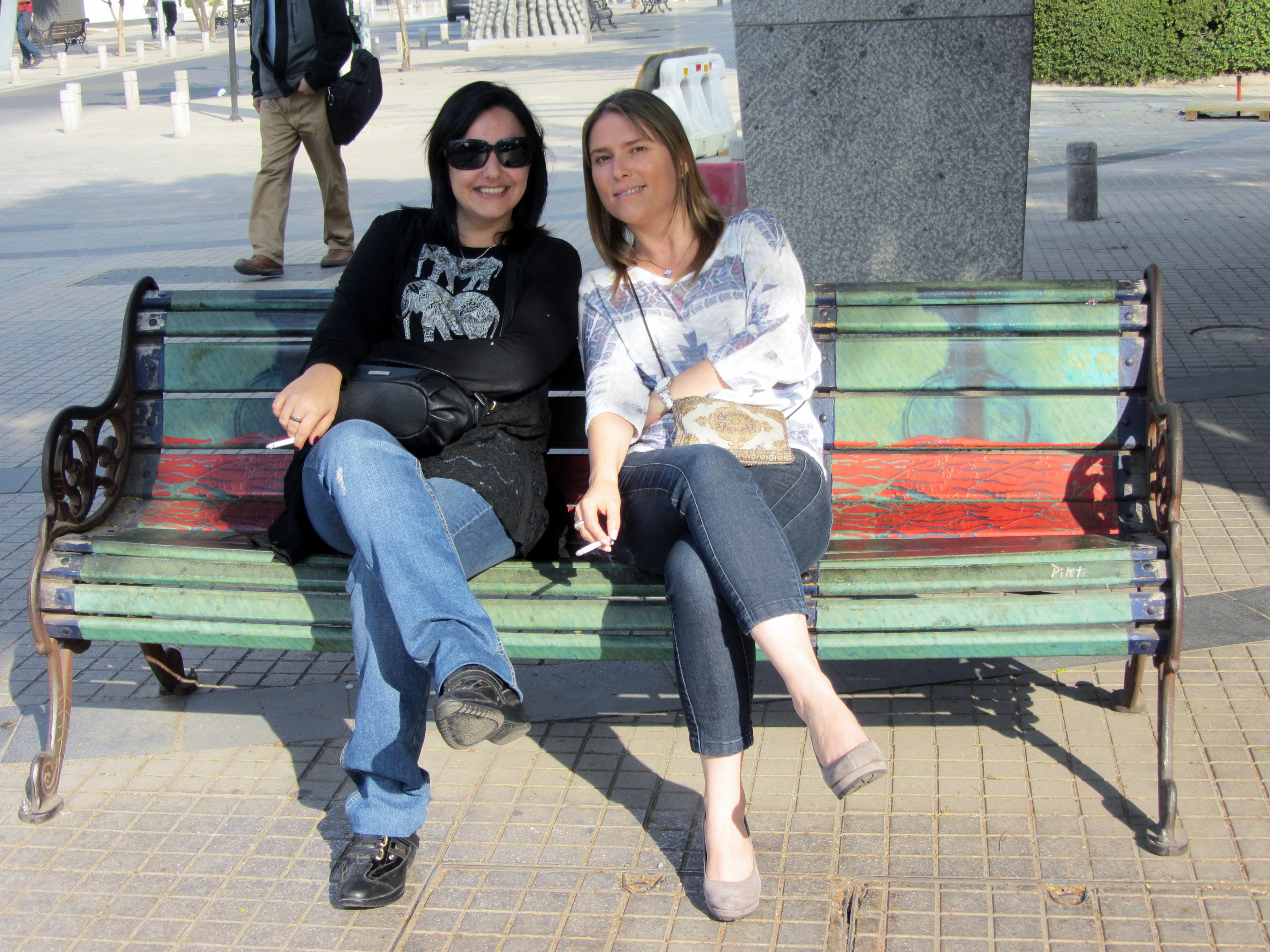
Pikti (Gonzalo Sánchez)

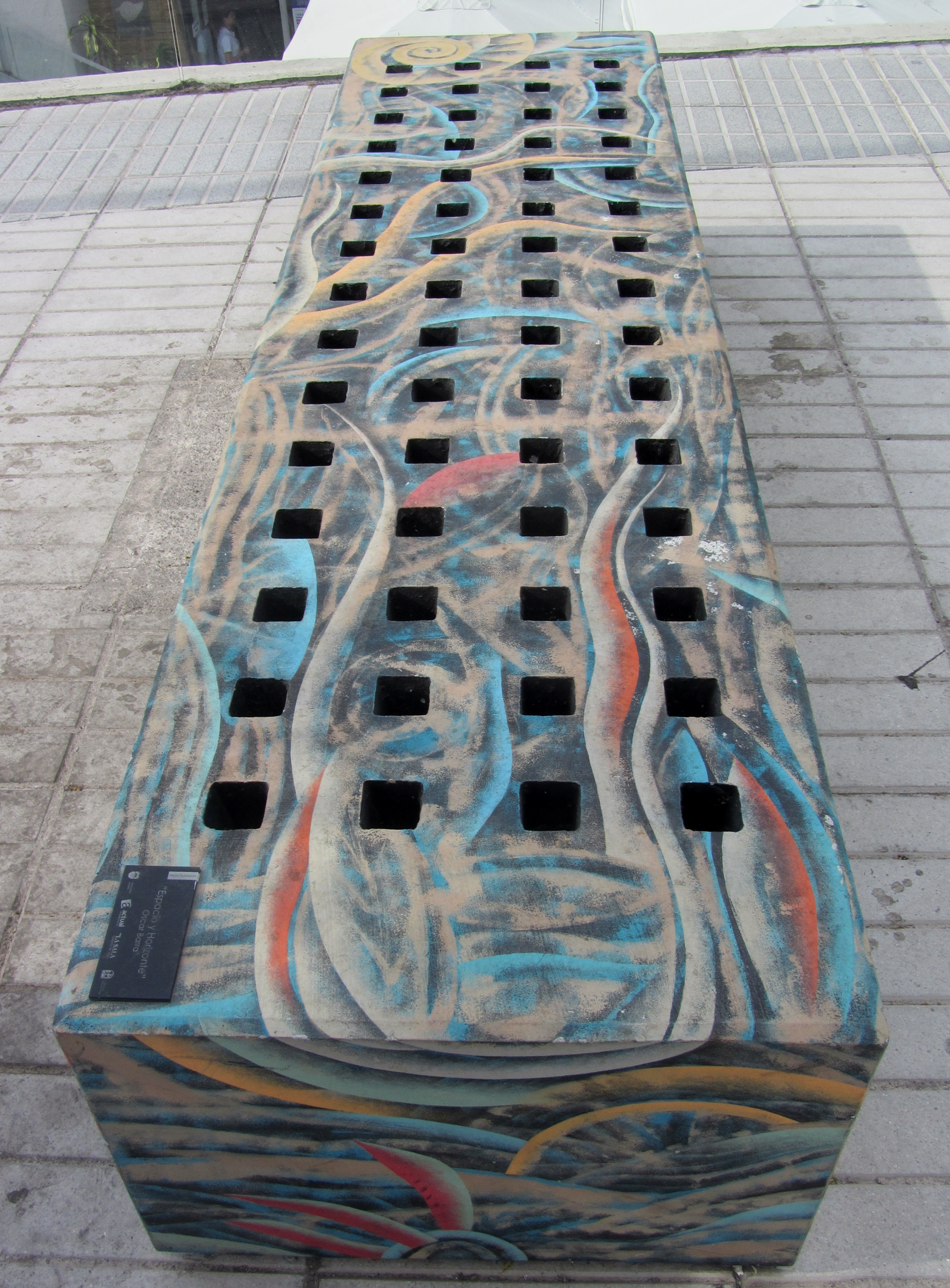
Óscar Barra
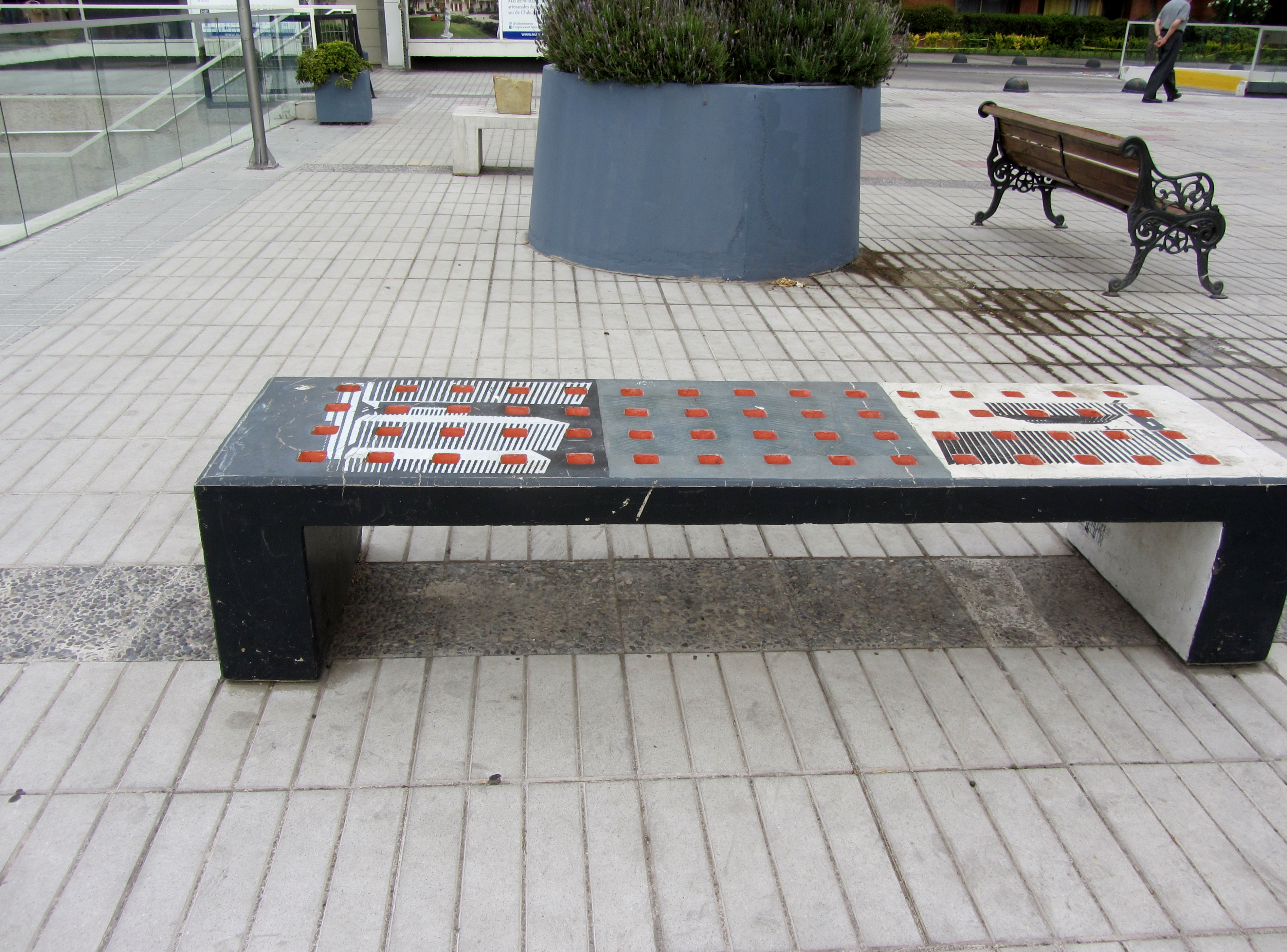
Rafael Arenas
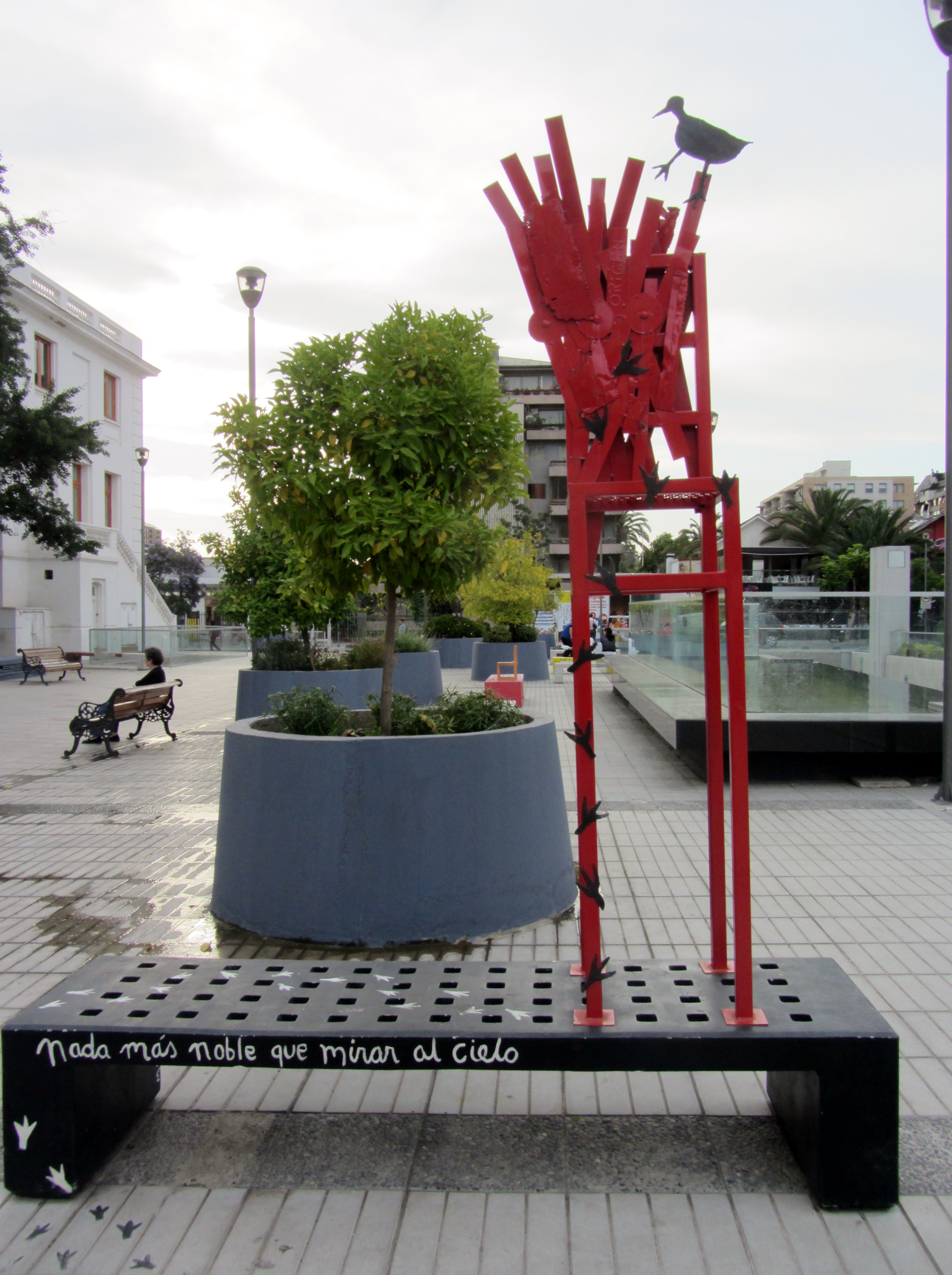
María de los Ángeles Correa
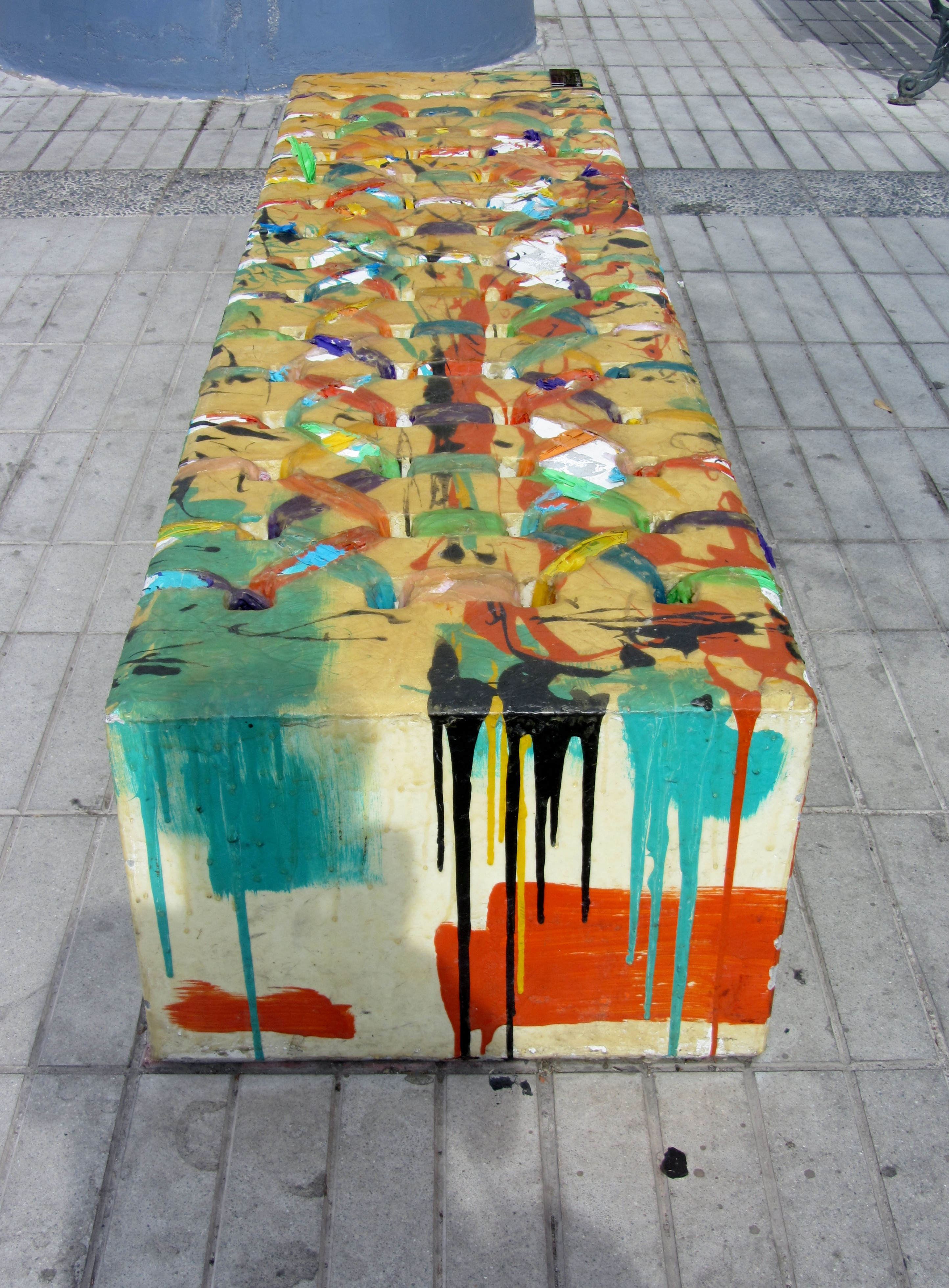
Julita Luco
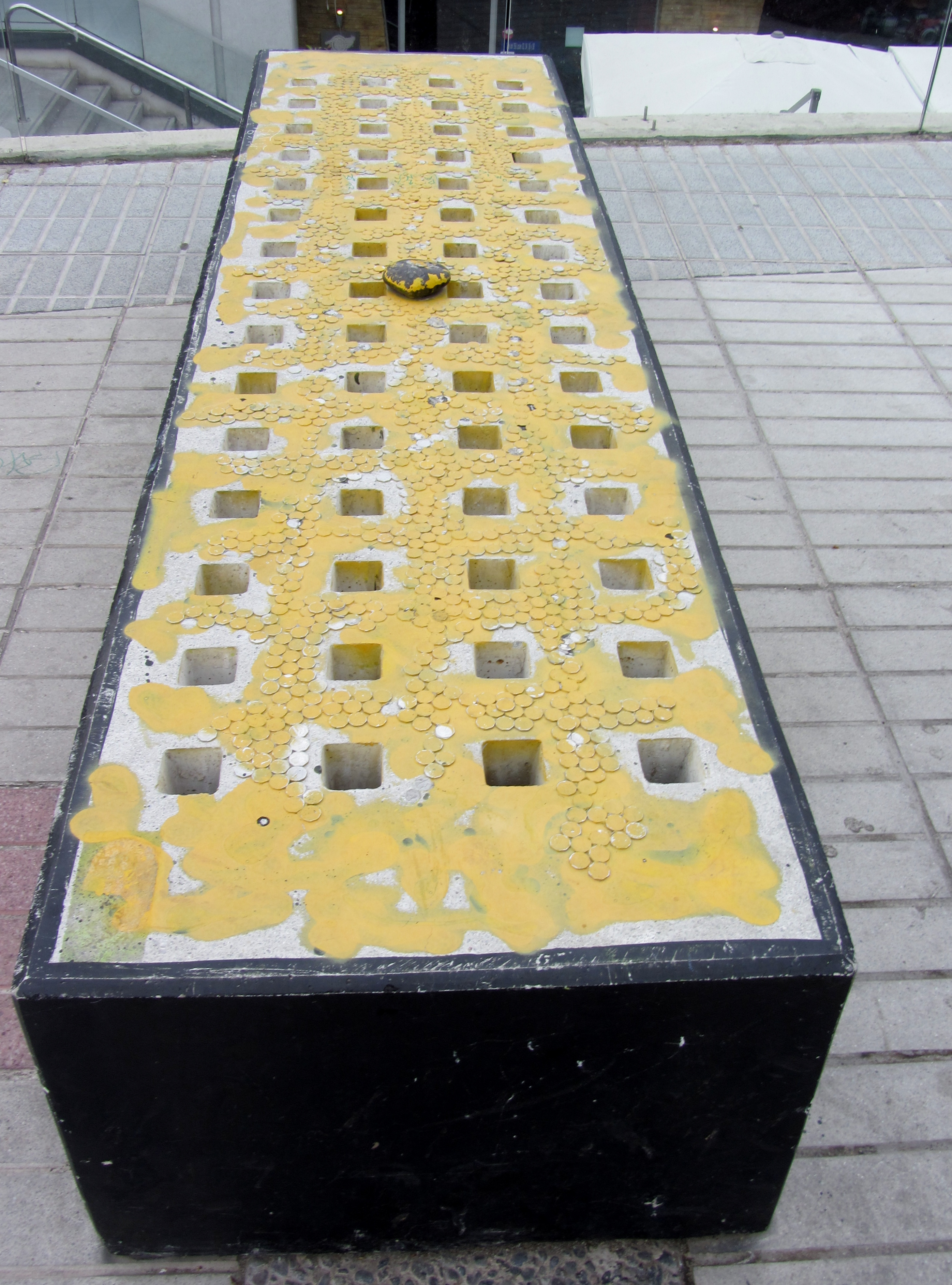
Pedro Pablo Santa María
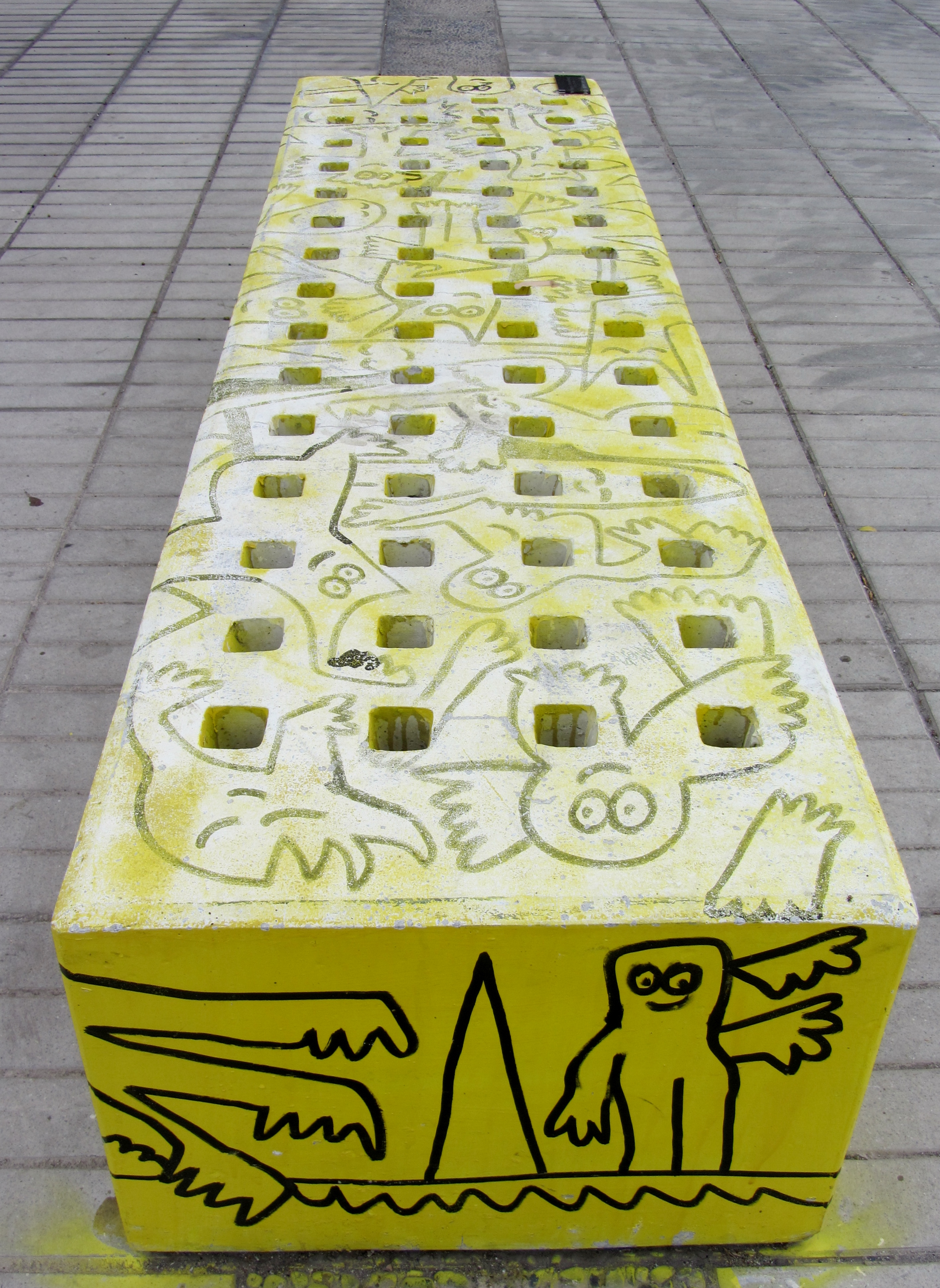
Totoy Zamudio